# Martina Hingis
Martina Hingis (ur. 30 września 1980 w Koszycach) – szwajcarska tenisistka, zwyciężczyni pięciu turniejów wielkoszlemowych w grze pojedynczej, trzynastu w grze podwójnej i siedmiu w grze mieszanej (z Maheshem Bhupathim, Leanderem Paesem i Jamiem Murrayem), wicemistrzyni olimpijska w grze podwójnej podczas Igrzysk Olimpijskich w Rio w 2016 roku, członkini Międzynarodowej Tenisowej Galerii Sławy.
Hingis jest jedną z sześciu tenisistek w erze open, które liderowały jednocześnie w rankingach gry singlowej i deblowej, oraz najmłodszą w historii liderką rankingu tenisistek zarówno w grze pojedynczej, jak i podwójnej. W 1998 roku zdobyła Klasycznego Wielkiego Szlema w grze podwójnej. Jest najmłodszą w erze open triumfatorką turnieju wielkoszlemowego zarówno w singlu i w deblu. Zdobyła Puchar Hopmana w parze z Rogerem Federerem. Jedna z trzech tenisistek w historii (od momentu wprowadzenia rankingu komputerowego), która zakończyła karierę będąc liderką rankingu (była numerem jeden deblowej listy w 2017 roku, gdy ogłosiła koniec kariery). Łącznie spędziła 299 tygodni na fotelu liderki rankingu WTA – 209 singlowego i 90 deblowego.

## Styl gry
Martina Hingis jest tenisistką praworęczną z oburęcznym backhandem. Znana była z wykorzystywania na korcie swoich umiejętności taktycznych i technicznych, co wyróżniało ją spośród agresywnie grających rywalek. Jej atutem była umiejętność przewidywania, znakomicie ustawiała się na korcie, dysponowała precyzją zagrań i dobrym wolejem. Brakowało jej jednak siły fizycznej, która wkrótce stała się decydującym argumentem w tenisie kobiecym. Jednym z jej charakterystycznych zagrań był skrót, którym przerywała długie wymiany, wyprowadzając rywalkę z rytmu gry. Często po krótszej piłce kończyła punkt uderzeniem wolejowym. Jej najsilniejszym uderzeniem był oburęczny bekhend po linii.

## Życiorys

### Wczesne dzieciństwo
Martina Hingis urodziła się w Koszycach na terenie Czechosłowacji (dzisiejsza Słowacja) jako Martina Hingisová (zgodnie ze słowacką pisownią nazwisk żeńskich). Jej rodzice to Melanie Molitorová, która była klasyfikowana na dziesiątym miejscu rankingu tenisistek czechosłowackich oraz Karol Hingis, tenisista i trener tenisa, związany zawodowo z klubami tenisowymi. Córka Hingisów, która z założenia miała zostać wybitną tenisistką, otrzymała imię na cześć słynnej czechosłowackiej, a później amerykańskiej tenisistki, Martiny Navrátilovej. Początkowo trenowała jednak narciarstwo alpejskie.
Kiedy miała cztery lata, jej rodzice rozwiedli się. Razem z matką i dziadkiem przeprowadziła się do Rožnova. Tam Hingis zaczęła regularnie zajmować się tenisem i uczęszczała do miejscowego klubu. W wieku czterech lat wystąpiła w pierwszym turnieju. W 1987 jej matka wyszła za mąż za szwajcarskiego informatyka, Andreasa Zogga i przeprowadziła się do miejscowości Trübbach.

### Przebieg kariery tenisowej

#### Występy juniorskie
Martina Hingis zaczęła grać w tenisa w wieku dwóch lat, pod okiem swojej matki, a później trenerki, Melanie Molitor. W 1993 zadebiutowała w juniorskich rozgrywkach Międzynarodowej Federacji Tenisowej, odpadając w pierwszej rundzie Halowych Międzynarodowych Mistrzostw Czech z Lenką Nemeckovą. Wkrótce osiągnęła półfinał we Florencji oraz finał w Santa Croce. W maju zdobyła juniorskie mistrzostwo Roland Garros po finale z Laurence Courtois 7:5, 7:5. Na kortach Wimbledonu została wyeliminowana w półfinale. W 1994 obroniła tytuł z Paryża, a także wygrała w grze podwójnej (w parze z Henrietą Nagyovą). Miesiąc później wygrała Mistrzostwa Europy w Szwajcarii. Występy juniorskie zakończyła finałem US Open, w którym uległa Meilen Tu.

#### 1994–1995
W marcu 1994 roku po raz pierwszy wystąpiła w turnieju z cyklu WTA Tour. Miało to miejsce w Zurychu, po pokonaniu Patty Fendick, przegrała w drugiej rundzie. W Filderstadt i Essen, gdzie wygrała z Sabine Hack i Heleną Sukovą odpadała w 1/4 finału. W październiku otrzymała licencję profesjonalnej tenisistki.
W styczniu 1995 zadebiutowała w turnieju wielkoszlemowym Australian Open na kortach Melbourne Park. W pierwszym meczu pokonała Jolene Watanabe, ale odpadła w kolejnej rundzie. W lutym znalazła się w ćwierćfinale halowych rozgrywek w Paryżu, gdzie wyeliminowała Katerinę Maleewą i Julie Halard-Decugis, a nie sprostała dopiero Steffi Graf. W Hamburgu pokonała: Janę Novotną, Judith Wiesner, Anke Huber, by w finale ulec Conchicie Martínez. W kolejnych turniejach przegrywała w pierwszych lub drugich rundach, przegrywając z zawodniczkami z czołowej dziesiątki rankingu.
W tym samym roku, w Hamburgu, partnerując Gigi Fernández, odniosła pierwsze turniejowe zwycięstwo w grze podwójnej. W sierpniu, grając z Ivą Majoli, doszła do finału Canadian Open oraz do trzeciej rundy US Open.

#### 1996
Gdy rozpoczynała sezon, sklasyfikowana była na dziewiętnastym miejscu rankingu WTA. Na Australian Open doszła do ćwierćfinału, gdzie została pokonana przez Amandę Coetzer. Tydzień później w pierwszej rundzie turnieju w Tokio pokonała Gabrielę Sabatini, zaś jednej czwartej uległa swojej deblowej partnerce, Majoli. W maju doszła do finału zawodów w Rzymie, wygrywając po drodze ze Steffi Graf wynikiem 2:6, 6:2, 6:3. Kilka kolejnych występów w wykonaniu Szwajcarki było mniej udanych. Niemiecka liderka klasyfikacji światowej zrewanżowała się na swoich koronnych kortach Wimbledonu. W sierpniu Hingis zadebiutowała na igrzyskach olimpijskich w Atlancie, gdzie w drugiej rundzie przegrała z Ai Sugiyamą 4:6, 4:6. W pierwszej wygrała z Joëlle Schad 6:0, 6:1. Miesiąc później po raz pierwszy doszła do półfinału Wielkiego Szlema, po przegranej w tej fazie z Graf podczas US Open 1996.
Pierwszy profesjonalny tytuł singlowy Hingis zdobyła w wieku szesnastu lat na halowej nawierzchni w Filderstadt. W finale pokonała Anke Huber 6:2, 3:6, 6:3. Wcześniej wyeliminowała Arantxę Sánchez Vicario i Lindsay Davenport. Tydzień później doszła do finału w Zurychu, lecz przegrała z Janą Novotną. Zdobyła także tytuł w Oakland, wygrywając z Monicą Seles. Zadebiutowała również w turnieju Mistrzyń, w którym zagrała w finale, po pięciosetowym boju, przegrała Steffi Graf. Wówczas była już numerem siedem w rankingu WTA.
W grze podwójnej sezon rozpoczęła na 68. pozycji w rankingu. Podczas imprezy Wielkiego Szlema w Melbourne, w parze z Ivą Majoli, przegrały w pierwszej rundzie z deblem Miho Saehi/Yuka Yoshida. W lutym i w marcu, grając z różnymi partnerkami, odpadała w pierwszych rundach. W trzech turniejach na ziemi – Hamburgu, Rzymie i Berlinie – przegrywała w finale. W tych dwóch pierwszych grała z Gigi Fernández, zaś w ostatnim z wymienionych z Heleną Sukovą, z którą grała do końca sezonu. W lipcu, podczas Wimbledonu, Hingis zdobyła pierwsze mistrzostwo wielkoszlemowe. W ćwierćfinałach pokonały rozstawione z „jedynką” Sánchez Vicario i Novotną. Awansowała też do 1/2 finału US Open, finału w Filderstadt i wygrały w Zurychu. W sierpniu startowała w letnich igrzyskach olimpijskich, razem z Patty Schnyder. Szwajcarki przegrały w ćwierćfinale z parą reprezentującą Holandię Manon Bollegraf i Brendą Schultz-McCarthy 4:6, 3:6. W Masters, wraz z Sukovą, odpadły w pierwszym meczu.

#### 1997–1998
Hingis awansowała na czwarte miejsce w klasyfikacji indywidualnej rankingu WTA. Sezon 1997 rozpoczęła triumfem w Sydney, gdzie nigdy nie odnosiła dobrych wyników. Dwa tygodnie później była już mistrzynią Australian Open po mało wymagającym finale z Mary Pierce. Serię wspaniałych zwycięstw (która dała jej cztery kolejne tytuły) przerwała Chorwatka Majoli w finale French Open. Na Wimbledonie Szwajcarka także okazała się niepokonana. Powróciła w Stanford i San Diego, uległa dopiero Davenport w trzeciej rundzie w Los Angeles. Została triumfatorką US Open, kompletując tym samym cztery finały Wielkiego Szlema w jednym roku kalendarzowym. Awansowała do Masters, ale przegrała w ćwierćfinale. Przez cały sezon została pokonana tylko w pięciu spotkaniach, wygrywając przy tym siedemdziesiąt pięć. Po turnieju w Miami, gdzie została mistrzynią, została nową liderką klasyfikacji indywidualnej (31 marca).
Pochodząca z Czechosłowacji Szwajcarka stała się gwiazdą światowych kortów, a swoją dominację potwierdziła niezwykłymi wyczynami deblowymi. Na koniec roku 1997 osiągnęła w tej konkurencji rewelacyjny bilans – pięćdziesiąt dwa zwycięstwa i osiem porażek (87%). Na początek wygrała Australian Open razem z Natallą Zwierawą, tracąc po drodze tylko jednego seta. Występowała z różnymi partnerkami. W Tokio z Fernandez doszła do finału, ale zwyciężyła w Paryżu z Novotną. Zdobyła tytuł w Hilton Head i była w półfinale Roland Garros. Odpadła w ćwierćfinale Wimbledonu, a razem z Sánchez Vicario awansowała do najlepszej czwórki US Open. W rozgrywkach halowych okazała się najlepsza w Lipsku, Filderstadt i Zurychu, zapewniając sobie udział w Masters. Hiszpanka i Szwajcarka przegrały pierwsze spotkanie w Nowym Jorku.
Niespodziewanie odpadła już w pierwszym meczu w sezonie 1998 z Venus Williams w Sydney. Wkrótce jednak udało się jej obronić mistrzostwo Australian Open. W Tokio pokonana w finale, triumfowała w Indian Wells – w decydującym meczu z Lindsay Davenport. Starsza z sióstr Williams wyeliminowała ją również w półfinale w Miami. Na etapie ćwierćfinałów Hingis ograła jej siostrę, Serenę. Tenisistka ponownie okazała się niepokonana w Hamburgu, a potem również w Rzymie. W międzynarodowych mistrzostwach Francji znalazła się w półfinale, gdzie przegrała 3:6, 2:6 z Monicą Seles. Na tym samym etapie zakończyła starania o trofeum wimbledońskie. Nie dodała do swojego konta ani jednego tytułu w US Open Series, ale w najważniejszym z turniejów, czyli US Open, doszła do finału, pokonana przez Lindsay Davenport. Niepowodzenia w sezonie halowym i utratę fotela liderki rankingu na rzecz wspomnianej Amerykanki powetowała sobie pierwszym w karierze triumfem w Masters. W finale wygrała z Davenport 7:5, 6:4, 4:6, 6:2. W sumie w osiemnastu startach aż siedemnaście razy osiągnęła przynajmniej ćwierćfinał.
Hingis przejęła kontrolę również nad konkurencją deblową. W 1998 roku zdobyła Klasycznego Wielkiego Szlema w grze podwójnej. Uczyniła to jako czwarta kobieta w historii (wcześniej Maria Bueno w 1960 oraz Martina Navrátilová i Pam Shriver w 1984). W Melbourne partnerowała jej Mirjana Lučić, a w Paryżu, Londynie i Nowym Jorku Jana Novotná. 8 czerwca 1998 została liderką klasyfikacji deblowej i jedną z sześciu tenisistek w historii, które przewodziły jednocześnie w obydwu rankingach WTA. Szwajcarka wzięła udział w turnieju kończącym sezon, ale razem z Novotną zostały pokonane w ćwierćfinale przez Yayuk Basuki i Caroline Vis.

#### 1999

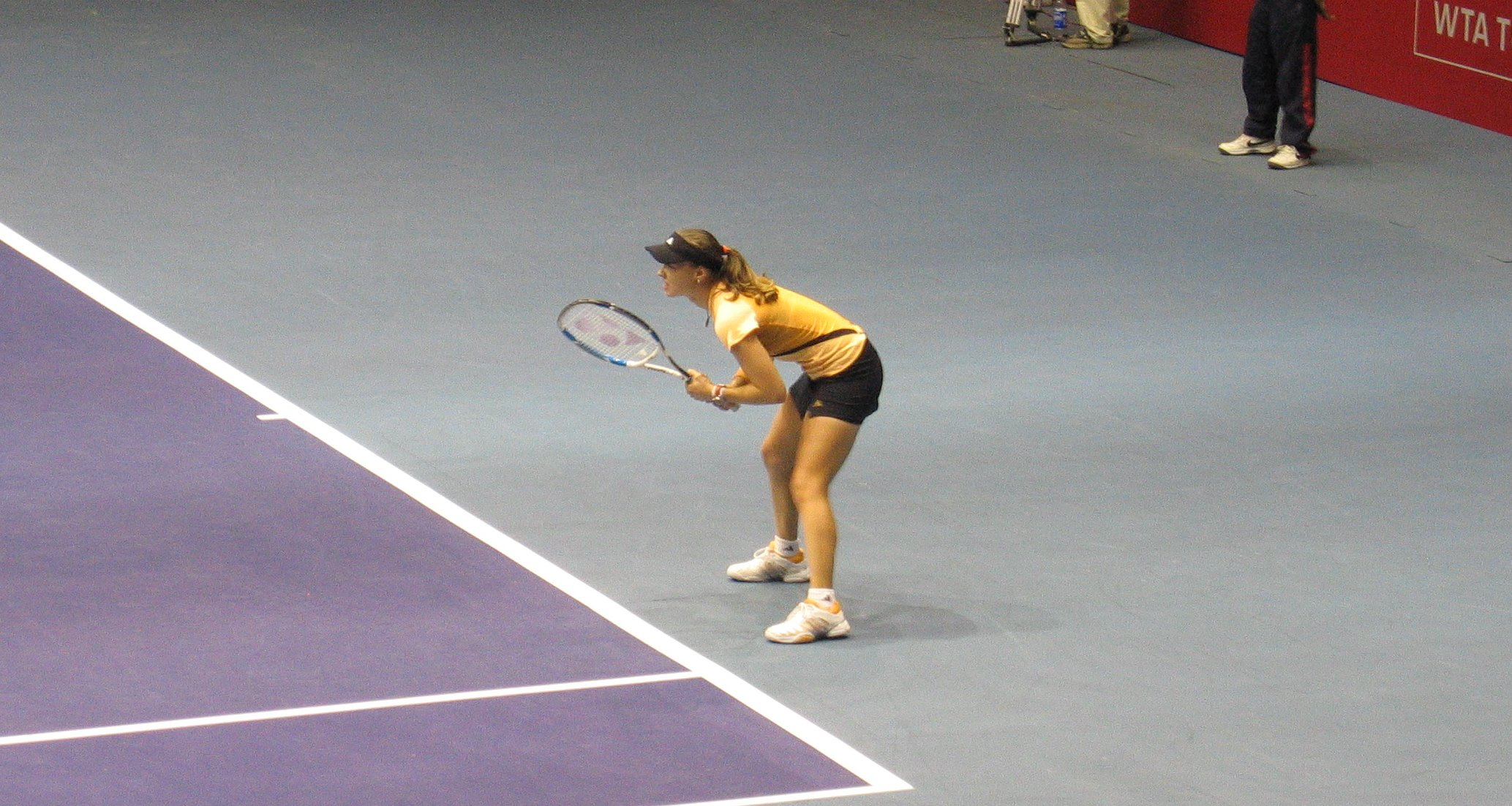
Turniej w Kalkucie, 2006

Mistrzostwo w Chase Championships nie pozwoliło Hingis powrócić na pierwsze miejsce w klasyfikacji. W styczniu po raz trzeci z rzędu wygrała Australian Open, tym razem eliminując w finale nierozstawioną Amélie Mauresmo. Najlepszą tenisistką świata została ponownie, dopiero gdy triumfowała w Tokio. Po serii mniej udanych występów zwyciężyła w Hilton Head oraz w Berlinie. W czerwcu awansowała do finału Roland Garros. Był to jedyny turniej wielkoszlemowy, którego jeszcze nie wygrała. Nie udało się jej to i tym razem. Szwajcarka przegrała ze Steffi Graf po meczu, który został uznany w głosowaniu kibiców za najlepszy pojedynek w trzydziestoletniej historii organizacji tenisistek zawodowych WTA. Mecz ten, w którym Hingis serwowała na wygranie turnieju przy 5:4 w drugim secie, załamał ją psychicznie – złościła się na korcie, próbowała serwować od dołu (co jest bardzo źle przyjmowane przez widzów), wreszcie popłakała się – popadła w konflikt z matką-trenerką. Zawodniczka z Koszyc podczas konferencji prasowej po przegranym meczu pierwszej rundy Wimbledonu zapytana, dlaczego odrzuciła propozycję gry deblowej u boku Jany Novotnej obraziła ją, mówiąc: „ona jest za stara i powolna”.
Do dobrej gry powróciła w San Diego, by później osiągnąć ostatni wielkoszlemowy finał na obiektach USTA National Tennis Center w Nowym Jorku. Wygrała zawody w Filderstadt, ale już do końca sezonu nie potrafiła odeprzeć ataków coraz lepiej grających tenisistek amerykańskich. W pozostałych imprezach przegrywała z trio Davenport, Williams, Williams.
Szwajcarka rzadziej występowała w grze podwójnej, ale za to była bardzo skuteczna. Nawiązała współpracę z młodą Rosjanką, Anną Kurnikową, tworząc z nią jeden z najlepszych debli kobiecych w historii. Wspólnie wygrały Australian Open i były w finale Roland Garros. W pozostałych zawodach wielkoszlemowych Szwajcarka nie wystartowała. W sumie Hingis przegrała tylko trzy mecze deblowe, a na koniec roku razem z Kurnikową zostały mistrzyniami Chase Championships w Nowym Jorku.

#### 2000
Celem Hingis w sezonie 2000 stało się utrzymanie pozycji numer jeden w klasyfikacji indywidualnej. Tymczasem w Melbourne doszło do sensacji, bowiem po raz pierwszy od 1997 roku w Australian Open nie triumfowała Szwajcarka. W finale uległa Lindsay Davenport w dwóch setach. Po zwycięstwach w Tokio i Scottsdale trafiła na Amerykankę w finale w Indian Wells i została pokonana – w ostatnim secie do zera. Zrewanżowała się dwa tygodnie później w finale w Miami. Doszła do półfinału French Open i ćwierćfinału Wimbledonu. Coraz częściej przegrywała z siostrami Williams, także w jednej drugiej finału US Open. Na nawierzchni dywanowej wygrała trzy turnieje, by potwierdzić swoją dominację w Chase Championships. W decydującej rozgrywce ograła Monicę Seles.
Z tą właśnie Amerykanką Szwajcarka próbowała sił w grze deblowej, jednak początkowe niepowodzenia w Australii zakończyły ich współpracę. Hingis ponownie zaczęła grać z Kurnikową, z którą wygrała turniej w Moskwie. Tenisistka traciła definitywnie dominację w grze podwójnej, a na pozycję liderek wysunęły się siostry Williams, Lisa Raymond i Rennae Stubbs oraz Cara Black i Jelena Lichowcewa.

#### 2001
Po triumfie w Pucharze Hopmana razem z Rogerem Federerem w 2001 roku zwyciężyła w zawodach w Sydney, a po drodze po puchar pokonała m.in. Kim Clijsters 6:4, 6:4, Serenę Williams 6:4, 7:5, a w finale Lindsay Davenport 6:3, 4:6, 7:5. Po raz piąty z rzędu doszła do finału Australian Open, wygrywając z obiema siostrami Williams – w ćwierćfinale pokonała Serenę 6:2, 3:6, 8:6, a w półfinale Venus 6:1, 6:1. W meczu mistrzowskim uległa Jennifer Capriati 4:6, 3:6.
W dalszej części sezonu odnotowywała bardzo dobre rezultaty (najgorszy to ćwierćfinał w Amelia Island) m.in. wygrywając w pierwszej edycji turnieju w Doha i Dubaju. Po półfinale French Open, w którym po raz trzeci w sezonie przegrała z Capriati 4:6, 3:6, odniosła najbardziej sensacyjną porażkę – w meczu otwarcia na Wimbledonie z Virginią Ruano Pascual 4:6, 2:6. Później osiągnęła trzy półfinały: w San Diego (porażka z Monicą Seles 3:6, 4:6), Los Angeles (ponownie z Seles 3:6, 6:1, 4:6) i W US Open (z Sereną Williams 3:6, 2:6), ale nie wygrała już żadnego turnieju WTA. W październiku, w meczu półfinałowym we Filderstadt odniosła kontuzję i skreczowała przeciwko Lindsay Davenport. Szwajcarka przeszła operację prawej kostki, a rezygnacja z udziału w Turnieju Mistrzyń i obrony tytułu wywalczonego przed rokiem, kosztowała ją spadek na czwarte miejsce w rankingu WTA.

#### 2002–2003
W styczniu 2002 roku Hingis po raz trzeci wygrała turniej w Sydney oraz po raz szósty z rzędu znalazła się w finale Mistrzostw Australii, w którym znowu została pokonana przez Capriati 6:4, 6:7(7), 2:6. Szwajcarka miała cztery piłki meczowe, ale żadnej nie wykorzystała. Jednocześnie Hingis triumfowała w grze podwójnej z Anną Kurnikową. W lutym po raz czwarty z rzędu awansowała do finału w Tokio, w którym pokonała Seles 7:6(6), 4:6, 6:3.
W marcu przegrała w finale Indian Wells z Danielą Hantuchovą 3:6, 4:6 i w ćwierćfinale turnieju w Miami z Sereną Williams 4:6, 0:6. Później wystąpiła w ostatniej edycji turnieju w Hamburgu. W grze pojedynczej przegrała w półfinale z Venus Williams 5:7, 3:6, a w grze podwójnej w parze z Barbarą Schett triumfowała w turnieju. W maju ponownie operowano jej kostkę, tym razem lewą, co sprawiło, że nie grała przez znaczną część sezonu.
Wróciła na serię turniejów przed US Open, w których doszła do dwóch ćwierćfinałów: w Montrealu i New Haven. Podczas wielkoszlemowego US Open przegrała już w czwartej rundzie z Monicą Seles 4:6, 2:6. W turnieju gry podwójnej wraz z Anną Kurnikową odpadły w ćwierćfinale po porażce z późniejszymi triumfatorkami Virginią Ruano Pascual i Paolą Suárez 3:6, 3:6. W październiku przegrała w drugiej rundzie w Filderstadt z Jeleną Diemientjewą 3:6, 1:6. Nie doszło do planowanego wznowienia startów na wiosnę 2003 i Hingis ogłosiła, że kończy karierę tenisową. Miała wówczas nieco ponad dwadzieścia dwa lata.
Do tego momentu urodzona w Koszycach Szwajcarka miała na koncie czterdzieści tytułów indywidualnych (w tym pięć wielkoszlemowych) i trzydzieści sześć deblowych. Liderowała rozgrywkom kobiecym przez dwieście dziewięć tygodni, co dawało jej czwarty rezultat w historii (za Steffi Graf, Martiną Navrátilovą i Chris Evert).

#### 2004–2005

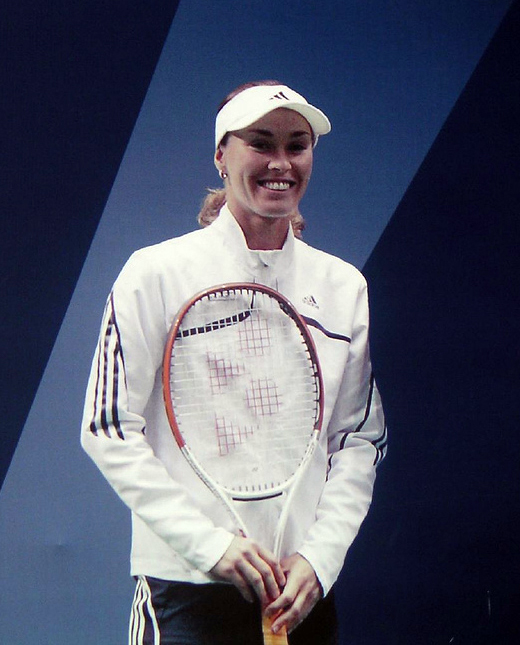
Martina Hingis

Hingis zajmowała się działalnością charytatywną i taki też był cel jej występu w pokazowej imprezie tenisowej w Pattaya w 2005 roku. Ponadto okazjonalnie komentowała rozgrywki tenisowe oraz poświęcała się jeździe konnej.
Pomimo niepowodzenia w Tajlandii – odpadła w pierwszej rundzie z Marlene Weingärtner – 29 listopada 2005 roku ogłosiła, że wznawia zawodową karierę.

#### 2006–2007
Powróciła do rywalizacji w styczniu 2006 w Gold Coast, osiągając tam półfinał. Kilka tygodni później zagrała w pierwszym od czterech lat turnieju wielkoszlemowym w Melbourne. Tam doszła do ćwierćfinału, ulegając Kim Clijsters. Po zakończeniu rozgrywek w Australii wystartowała w Tokio i tam była w finale, pokonana przez Jelenę Diemientjewą. W marcu osiągnęła półfinały ważnych imprez w Dosze i Indian Wells. Pierwszy turniejowy triumf po wznowieniu kariery osiągnęła na kortach ziemnych w Rzymie, gdzie w decydującym pojedynku ograła Dinarę Safinę 6:2, 7:5.
Na Roland Garros wyeliminowana w ćwierćfinale, ponownie przez Clijsters; wystartowała dopiero w Wimbledonie, gdzie odpadła już w trzeciej rundzie. W sierpniu znalazła się w finale w Montrealu (porażka z 19-letnią Aną Ivanović 2:6, 3:6), ale z nowojorskim Flushing Meadows pożegnała się po dwóch meczach – jako rozstawiona z nr 9 przegrała z zajmującą 112 pozycję w rankingu Virginie Razzano 2:6, 4:6. Pod koniec września udała się do Kalkuty, gdzie jako najwyżej rozstawiona triumfowała bez straty seta. Awansowała na siódme miejsce w rankingu WTA i zakwalifikowała się do Sony Ericsson Championships. Tam przegrała dwa mecze grupowe i tym samym nie zdołała przedostać się do półfinałów, zajmując w gronie czterech tenisistek trzecie miejsce.
W styczniu 2007 doszła do finału w Gold Coast, ulegając w nim Dinarze Safinie 3:6, 6:3, 5:7 oraz ćwierćfinału Australian Open. Na początku lutego wygrała turniej Toray Pan Pacific Open w Tokio, w finale triumfując 6:4, 6:2 nad Aną Ivanović, wyeliminowawszy w półfinale broniącą tytułu Diemientjewą 6:4, 6:3. W lutym odpadła w ćwierćfinałach turniejów w Dubaju i Doha, przegrywając z Danielą Hantuchovą kolejno 6:1, 4:6, 4:6 oraz 4:6, 3:6. W kwietniu w Miami odniosła sensacyjną porażkę z Agnieszką Radwańską w trzeciej rundzie. Z powodu kontuzji wycofała się z wielkoszlemowego French Open. Odpadła w trzeciej rundzie turniejów w Berlinie i San Diego po przegranych pojedynkach z Patty Schnyder – odpowiednio 4:6, 0:6 oraz 1:6, 7:6(4), 3:6. Na Wimbledonie uległa Laurze Granville i po tym występie zrobiła dłuższą przerwę w startach. Wystąpiła w kilku imprezach z cyklu US Open Series, ale w wielkoszlemowym US Open została wyeliminowana w trzecim spotkaniu przez Wiktoryję Azarankę. W październiku wzięła udział w zawodach w Pekinie. W drugiej rundzie uległa Peng Shuai 5:7, 1:6 i był to jej ostatni występ singlowy w głównym cyklu WTA.

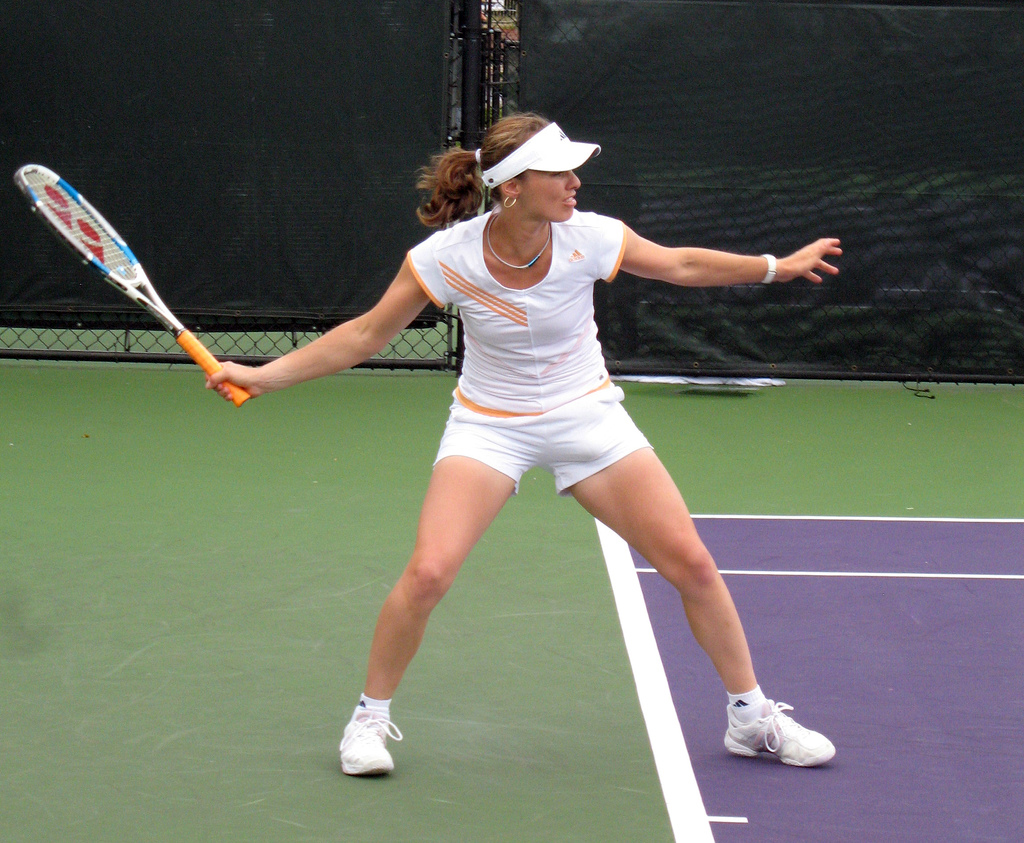
Martina Hingis podczas Miami Masters 2007

#### 2013
Mimo iż zarzekała się, że na korty nigdy nie wróci zdecydowała się jednak zawiesić sportową emeryturę. W lipcu 2013 roku poinformowała, że zamierza wziąć udział w turnieju rangi WTA Premier w Carlsbadzie. Szwajcarka otrzymała dziką kartę do zawodów deblowych, w których jej partnerką miała być Daniela Hantuchová. Para osiągnęła ćwierćfinał, przegrywając z rozstawionymi z numerem trzecim Raquel Kops-Jones i Abigail Spears 6:4, 5:7, 3–10. W turniejach WTA Premier 5 w Toronto i Cincinnati zawodniczki przegrywały w drugiej rundzie.
Pod koniec sierpnia tenisistka brała udział w zawodach wielkoszlemowych w Nowym Jorku. W grze podwójnej, do której razem z Hantuchovą otrzymały dziką kartę, przegrała w swoim pierwszym meczu z najwyżej zostawionym deblem – Sarą Errani i Robertą Vinci – 3:6, 5:7. W grze mieszanej Szwajcarce towarzyszył Mahesh Bhupathi. Mikst odpadł w pierwszej rundzie.

#### 2014
W styczniu 2014 roku Hingis zajęła drugie miejsce w turnieju legend kobiet podczas Australian Open. W zawodach rangi WTA Premier Mandatory w Indian Wells grała razem z Sabine Lisicki. Para nie zdołała wygrać meczu. W Miami debel awansował do finału, w którym wygrał 4:6, 6:4, 10–5 z rozstawionymi z numerem drugim Jekatieriną Makarową i Jeleną Wiesniną. W Madrycie para osiągnęła drugą rundę, a w Rzymie pierwszą.
Od czerwca zmieniła swoją partnerkę deblową i zaczęła występy z Flavią Pennettą. Występy na nawierzchni trawiastej Szwajcarka rozpoczęła od udziału w finale deblowych zawodów w Eastbourne. Razem z Pennettą uległy 3:6, 7:5, 7–10 Chan Hao-ching i Chan Yung-jan. Na Wimbledonie, gdzie Hingis występowała razem z Wierą Zwonariową, przegrała w pierwszej rundzie z rozstawionymi z numerem czwartym Carą Black i Sanią Mirzą 2:6, 4:6. W grze mieszanej razem z Brunem Soaresem zanotowała ćwierćfinał.
Do końca sezonu Hingis grała razem z Pennettą. Awansowały do ćwierćfinału w Montrealu, ulegając w nim najwyżej rozstawionym Errani i Vinci 2:6, 6:3, 10–1, a w Cincinnati przegrały pierwszy mecz. Kolejny finał turniejowy para zaliczyła podczas wielkoszlemowego US Open. Tym razem debel został pokonany przez Jekatierinę Makarową i Jelenę Wiesninę w trzech setach – 6:2, 3:6, 2:6. Następnie razem z Belindą Bencic przegrały 4:6, 2:6 w drugiej rundzie w Tokio ponownie z duetem Black–Mirza.
Pod koniec sezonu szwajcarsko-włoski debel wygrał zawody w Wuhanie po finale z Black i Caroline Garcią 6:4, 5:7, 12–10. Na turniejach w Pekinie oraz Tiencinie wygrał po jednym meczu. Para triumfowała również w turnieju w Moskwie, pokonując w meczu mistrzowskim 6:3, 7:5 Caroline Garcię i Arantxę Parra Santonję. Tenisistki zakończyły rok na 9. miejscu najlepszych par deblowych sezonu, nie zakwalifikowując się do Turnieju Mistrzyń.

#### 2015
W sezonie 2015 Hingis razem z Sabine Lisicki wygrały turniej w Brisbane, w finale pokonując 6:2, 7:5 Caroline Garcię i Katarinę Srebotnik. W Sydney, razem z Pennettą, zanotowały ćwierćfinał. Dwa wygrane spotkania osiągnęły podczas Australian Open. W konkurencji gry mieszanej Szwajcarka powtórzyła wyczyn z 2006 roku i razem z Leanderem Paesem triumfowała w całych zawodach. W Dubaju i Dosze nie wygrały meczu.
W marcu nawiązała współpracę z Sanią Mirzą. W Indian Wells najwyżej rozstawione Hingis i Mirza zwyciężyły, nie tracąc przy tym seta. W meczu finałowym pokonały debel rozstawiony z numerem drugim – Jekatierinę Makarową i Jelenę Wiesninę wynikiem 6:3, 6:4. Kolejny triumf nad tymi zawodniczkami, tym razem zakończony wynikiem 7:5, 6:1, miał miejsce w finale turnieju w Miami.
Rozgrywki na nawierzchni ceglanej para zainaugurowała wygraną w Charleston, pokonując w finale 6:0, 6:4 Casey Dellacquę i Dariję Jurak. W Stuttgarcie tenisistki nie wygrały meczu, zaś w Madrycie doszły do ćwierćfinału, przegrywając z mistrzyniami tegorocznego Australian Open – Bethanie Mattek-Sands i Lucie Šafářovą 7:6(5), 3:6, 9–11. Dobre występy pozwoliły Hingis wrócić na drugie miejsce rankingu WTA deblistek po prawie 14 latach. W Rzymie przegrały w finale z Tímeą Babos i Kristiną Mladenovic 4:6, 3:6. Rezultatem zawodniczek na kortach wielkoszlemowych w Paryżu był ćwierćfinał, w którym ponownie okazały się gorsze od Mattek-Sands i Šafářovej (5:7, 2:6). W mikście z Paesem osiągnęła drugą rundę.
Zawody na trawie w Eastbourne debel zakończył na półfinale, przegrywając z Caroline Garcią oraz Katariną Srebotnik 5:7, 4:6. Podczas Wimbledonu Hingis zanotowała finały zarówno w grze podwójnej, jak i mieszanej. W finale rozgrywek deblowych szwajcarsko-indyjska para pokonała Makarową i Wiesninę 5:7, 7:6(4), 7:5. W trzecim secie przegrywały już 2:5, by wygrać kolejne pięć gemów i sięgnąć po dziesiąty deblowy tytuł wielkoszlemowy dla Hingis i pierwszy dla Mirzy. Następnego dnia razem z Paesem pokonali 6:1, 6:1 miksta w składzie Tímea Babos–Alexander Peya.

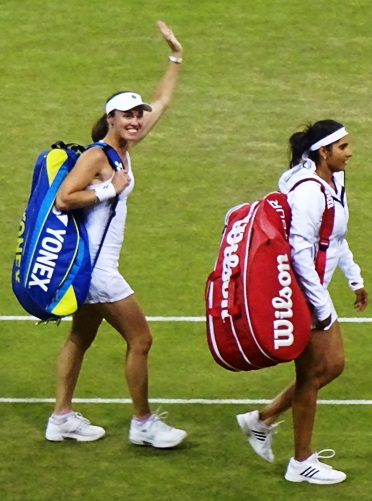
Hingis i Mirza po wygraniu Wimbledonu w grze podwójnej

Przygotowania do US Open 2015 Hingis z Mirzą rozpoczęły od startu w Toronto, gdzie w półfinale, po raz drugi w ciągu dwóch miesięcy, przegrały z Caroline Garcią oraz Katariną Srebotnik 3:6, 2:6. W następnym tygodniu wystartowały w turnieju w Cincinnati. Według drabinki turnieju w półfinale znowu miały się spotkać z Garcią i Srebotnik, lecz francusko-słoweński debel przegrał w już pierwszym meczu z Chan Hao-ching i Chan Yung-jan, zatem Hingis i Mirza spotkały się w półfinale z tenisistkami z Tajwanu. Musiały w nim uznać wyższość rywalek, przegrywając 4:6, 6:0, 6–10. W ostatnich zawodach z cyklu US Open Series w New Haven nie wystartowała.
Podczas zawodów wielkoszlemowych w Nowym Jorku szwajcarska tenisistka zagrała z Paesem zaledwie trzy spotkania (w 2. rundzie i w ćwierćfinale rywale oddali mecz walkowerem). Spotkania w 1. rundzie i w półfinale zwyciężyli bez straty seta, a w meczu mistrzowskim pokonali nierozstawionych Amerykanów Bethanie Mattek-Sands oraz Sama Querreya 6:4, 3:6, 10–7. Turniej debla przebiegał pod dyktando rozstawionych z numerem pierwszym Hingis i Mirzy, które nie straciły nawet seta w całej imprezie. Najtrudniejszym meczem był ćwierćfinałowy pojedynek z Chan Hao-ching i Chan Yung-jan, w którym szwajcarsko-hinduska para w pierwszym secie przegrywała już 0:5. Zdołały jednak doprowadzić do tie-breaka, którego wygrały do 5. Drugi set był już formalnością i Hingis z partnerką ograły swoje pogromczynie sprzed trzech tygodni w Cincinnati wynikiem 7:6(5), 6:1. Półfinałowy mecz z pięciokrotną triumfatorką wielkoszlemowych zmagań deblowych Sarą Errani oraz byłą partnerką Hingis – Flavią Pennettą był zacięty tylko w pierwszym secie, wygranym do 4. W drugim Włoszki opadły z sił i Szwajcarka po raz drugi z rzędu awansowała do finału debla US Open – 6:4, 6:1. Dwa dni po triumfie w mikście zwyciężyła w grze podwójnej (wygrana nad Casey Dellacquą i Jarosławą Szwiedową 6:3, 6:3), zdobywając swój dwudziesty tytuł wielkoszlemowy.
Hingis z Mirzą starty w Azji rozpoczęły od wygranego turnieju w Kantonie, pokonując w finale gospodynie Xu Shilin i You Xiaodi 6:3, 6:1. Tydzień później odniosły siódmy wspólny triumf w sezonie pokonując w finale turnieju rangi WTA Premier 5 w Wuhanie Irinę-Camelię Begu i Monicę Niculescu 6:2, 6:3, kontynuując serię trzynastu kolejnych zwycięstw.
W następnym tygodniu podczas turnieju rangi WTA Premier Mandatory w Pekinie Szwajcarsko-Hinduski duet stracił seta już w pierwszym meczu w rywalizacji z Sarą Errani i Flavią Pennettą. Hingis z Mirzą otrząsnęły się w drugiej partii doprowadzając do supertiebreaka. W ostatniej partii wróciły ze stanu 4-6, wygrywając sześć kolejnych punktów, a cały mecz wynikiem 1:6, 6:4, 10–6. W ćwierćfinale spotkały się z bardzo dobrze serwującymi Julią Görges i Karolíną Plíškovą, które szybko objęły prowadzenie 4:0. Jednak od stanu 1:5 Hingis z Mirzą wygrały pięć kolejnych gemów. Görges z Plíškovą udało się doprowadzić do tie-breaka i przewagi w nim 4-2, lecz dwudziestokrotna zwyciężczyni turniejów wielkoszlemowych znowu podkręciła tempo wygrywając pierwszą partię 7:6 (7-5). Drugi set obył się bez takich serii i mecz zakończył się wynikiem 7:6(5), 6:4. Półfinałowy pojedynek z gospodyniami nie przysporzył rozstawionym z numerem pierwszym tenisistkom większych problemów i zakończył się wynikiem 6:2, 6:3. Mecz mistrzowski rozpoczął się od prowadzenia przeciwniczek Hingis i Mirzy, reprezentantek Tajwanu Chan Hao-ching i Chan Yung-jan 5:2. Jednak najlepsza para roku zdołała doprowadzić do tie-breaka, w którym, po godzinie walki uległy 9-11. Drugi set Szawjcarsko-Hinduski duet wygrał jednak do 1 i o mistrzostwie musiał zdecydować supertiebreak. Ostatnia partia została wygrana przy drugiej piłce meczowej, a cały pojedynek wynikiem 6:7(9), 6:1, 10–8. Dzięki temu zwycięstwu Hingis z Mirzą podwyższyły tegoroczny bilans z groźnymi tenisistkami z Tajwanu na 4 – 1.
W ostatnim starcie przed WTA Finals w Singapurze, pod nieobecność Sanii Mirzy, Hingis zdecydowała się wystąpić ze sklasyfikowaną na 94. pozycji rankingu Han Xinyun. Przystąpiły do turnieju rangi WTA International Tianjin Open i dzięki wysokiej pozycji Szwajcarki zostały rozstawione z numerem 1. W pierwszej rundzie zmierzyły się z parą Darija Jurak – Nicole Melichar. W pierwszym secie mimo prowadzenia 4:1 i piłki na przełamanie, uległy 5:7. Drugą partię wygrały 6:3, ale klęska w supertiebreaku do 2 zaprzepaściła szanse Martiny Hingis na pięćdziesiąty triumf deblowy w karierze.
Turniej Mistrzyń w Singapurze Hingis z Mirzą rozpoczęły bardzo dobrze i w grupie wygrały wszystkie trzy mecze: z Raquel Kops-Jones i Abigail Spears 6:4, 6:2, z Andreą Hlaváčkovą i Lucie Hradecką 6:3, 6:4 i na zakończenie z Tímeą Babos i Kristiną Mladenovic 6:4, 7:5. Jako jedyny zespół bez porażki awansowały do półfinału, w którym pokonały dobrze znane przeciwniczki z Tajwanu Chan Hao-ching i Chan Yung-jan 6:4, 6:2. Najłatwiejszym meczem okazał się być finał, w którym Szwajcarsko-Hinduski duet nie dał szans Hiszpankom Garbiñe Muguruzie i Carli Suárez Navarro wygrywając 6:0, 6:3. Dla Martiny Hingis było to pięćdziesiąte zwycięstwo w turnieju deblowym WTA, a dla Sanii Mirzy drugi z rzędu triumf w WTA Finals.

#### 2016
Kolejny sezon Szwajcarka rozpoczęła od wygranej w Brisbane w parze z Mirzą. Podczas całego turnieju najlepsza para 2015 roku straciła tylko jednego seta w wygranym meczu ćwierćfinałowym przeciwko Belindzie Bencic i Kristinie Mladenovic 6:3, 4:6, 10–6. W finale, przeciwko beneficjentkom dzikiej karty – Niemkom Angelique Kerber i Andrei Petković zacięta walka trwała tylko w pierwszym secie wygranym 7:5. Druga partia wygrana do jednego przypieczętowała dziesiąty wspólny triumf turniejowy oraz przedłużenie serii wygranych meczów do 26. Ostatnim przystankiem przed Australian Open był turniej w Sydney. Kłopoty Santiny zaczęły się w meczu półfinałowym przeciwko Jarosławie Szwiedowej i Raluce Olaru, gdy przegrały pierwszego seta do 4, a na początku drugiego straciły serwis. Przy stanie 4:6, 1:2 mecz został przerwany z powodu opadów deszczu. Przerwa podziałała na liderki deblowego rankingu WTA zbawiennie, gdyż po kilkugodzinnej przerwie wygrały kolejne 4 gemy, a seta do 3. W supertiebreaku Hingis z Mirzą objęły prowadzenie, którego nie oddały już do końca. Wynikiem 4:6, 6:3, 10–8 awansowały do siódmego finału turniej WTA z rzędu. Mecz mistrzowski rozpoczął się niemal identycznie jak półfinałowy. Rywalki, francuska para Caroline Garcia i Kristina Mladenovic, wygrały pierwszego seta do 1, a w drugim wyszły na prowadzenie 3:0 i 5:2. Wówczas oblicze najlepszej pary deblowej 2015 roku zmieniło się diametralnie – wygrały pięć kolejnych gemów wyrównując stan meczu. Decydująca partia przebiegła już pod ich dyktando, a wygrana 1:6, 7:5, 10–5 przypieczętowała jedenasty wspólny triumf Hingis z Mirzą.
Pierwsze trzy rundy Australian Open (z Mirzą) przeszła ze stratą zaledwie 14 gemów, eliminując po kolei pary Mariana Duque Mariño-Teliana Pereira 6:2, 6:3, Ludmyła Kiczenok-Nadija Kiczenok 6:2, 6:3, Swietłana Kuzniecowa-Roberta Vinci 6:1, 6:3. W ćwierćfinale po trzech setach pokonały niemiecko-amerykański duet Anna-Lena Grönefeld–Coco Vandeweghe 6:2, 4:6, 6:1, by w następnym spotkaniu nie dać rywalkom szans na wyrównaną walkę, odprawiając bez historii dobrze zazwyczaj serwujące Julię Görges i Karolínę Plíškovą 6:1, 6:0. Mecz mistrzowski z dwukrotnymi mistrzyniami wielkoszlemowych zmagań Andreą Hlaváčkovą i Lucie Hradecką przyniósł sporo emocji. Najpierw swoje podania wygrały Sania Mirza i Hradecká, a później nastąpiła seria ośmiu kolejnych przełamań, które zatrzymała dopiero Hingis wyprowadzając swój team na prowadzenie 6:5. Hlaváčková utrzymała swoje podanie i pierwszy set musiał rozstrzygnąć tiebreak, w którym nie było już emocji, gdyż Czeszki zdołały wygrać tylko jeden punkt. Druga odsłona, mimo że nadal wyrównana, została rozstrzygnięta przez najlepszą parę deblową 2015 roku do 3, dzięki czemu Hingis z Mirzą do zdobycia Niekalendarzowego Wielkiego Szlema brakuje tylko triumfu na kortach im. Rolanda Garrosa.
Podczas turnieju gry mieszanej broniący tytułu Hingis z Paesem doszli do ćwierćfinału, w którym musieli uznać wyższość Sanii Mirzy i Ivana Dodiga 6:7(1), 3:6.
Tydzień po triumfie w Australii Martina Hingis grając z Belindą Bencic w pierwszej serii spotkań w ramach Pucharu Federacji zdobyła decydujący punkt (6:3, 6:2) w meczu przeciwko Niemkom. W tygodniu zaraz po triumfie reprezentacyjnym wystąpiła wraz z Mirzą w nowym turnieju w St. Petersburgu. Od początku wyglądały na zmęczone i w gorszej formie. Jednak po tym poznaje się największych mistrzów, że wygrywają nawet kiedy gra się nie układa. W ćwierćfinale spotkały się z triumfatorkami turnieju w Moskwie z 2015 roku Jeleną Wiesniną i Darją Kasatkiną. Mecz jednak nie przyniósł spodziewanych emocji i skończył się wynikiem 6:4, 6:1. Półfinałowe przeciwniczki postawiły Santinie poprzeczkę zdecydowanie wyżej. Anabel Medina Garrigues i Arantxa Parra Santonja grały bardzo dobrze, a liderki rankingu zaczęły grać bardzo źle. W drugiej partii przegrywały już 0:4 i 1:5. Zdołały jednak odrobić straty i doprowadzić do tiebreaka, w którym jednak mimo prowadzenia 6-4, przegrały głównie przez błędy serwisowe Hingis. Supertiebreak przebiegał już jednak ze zdecydowaną przewagą pary rozstawionej z numerem pierwszym i dzięki zwycięstwu 7:5, 6:7(6), 10–6 awansowały do kolejnego finału. Mecz mistrzowski rozegrany koncertowo przyniósł najmniej emocji, a zwycięstwo 6:3, 6:1 nad Wierą Duszewiną i Barborą Krejčíkovą przedłużyło serie: wspólnych zwycięstw Hingis z Mirzą do 40., a liczbę triumfów do dziewięciu.
Pod koniec lutego wspólnie z Mirzą wystąpiły w turnieju rangi WTA Premier 5 w Doha. Zaczęły rywalizację od drugiej rundy, w której pokonały chiński duet Xu Yifan-Zheng Saisai 6:4, 4:6, 10–4. W ćwierćfinale spotkały się po raz drugi w przeciągu trzech tygodni z Rosjankami Wiesniną i Kasatkiną. Pierwszego seta wygrały łatwo do 2, ale w drugim zaczęły grać źle i dwukrotnie straciły swoje podanie. Od stanu 1:5 wygrały trzy kolejne gemy, jednak nie wystarczyło to do wygrania drugiej odsłony. W supertiebreaku zdołały wygrać tylko jeden punkt przy swoim serwisie, przez co ostatecznie przegrały pierwszy mecz w roku – 6:2, 4:6, 5–10. Serię kolejnych zwycięstw zakończyły na 41. Porażka w Katarze zapoczątkowała spadek formy Santiny. W marcu Hingis z Mirzą przegrała w Indian Wells i Miami (odpowiednio z Vanią King i Ałłą Kudriawcewą 6:7(7), 4:6 oraz Margaritą Gasparian i Monicą Niculescu 4:6, 2:6) oraz zrezygnowały ze startu w Charleston – tym samym nie obroniły pierwszych trzech wywalczonych wspólnie tytułów. W półfinałowej potyczce z reprezentacją Czech w ramach rozgrywek Pucharu Federacji Hingis znów musiała zdobyć decydujący punkt w deblu, jednak pod nieobecność Belindy Benic wystąpiła, z bardzo wyeksploatowaną (rozegrała dwa trzysetowe mecze singlowe w dwa dni), Viktoriją Golubic. Mimo podjęcia walki Szwajcarki przegrały 2:6, 2:6, a całe spotkanie 2-3 i nie awansowały do finału. Kolejne starty w Stuttgarcie i Madrycie mimo podjęcia walki w finale nie przyniosły kolejnych triumfów. Oba mecze przegrały z francuskim duetem Carolinie Garcii i Kristinie Mladenovic. W turnieju rangi WTA Premier 5 w Rzymie ponownie doznały smaku zwycięstwa, pokonując Rosjanki Makarową i Wiesniną w meczu mistrzowskim, notując 14. wspólny triumf. Po tygodniu przerwy Hingis z Mirzą wystartowały w wielkoszlemowym French Open, w którym dotarły jedynie do trzeciej rundy, przegrywając niespodziewanie i bez walki z Czeszkami Barborą Krejčíkovą i Kateřiną Siniakovą 3:6, 2:6. Szwajcarka wystąpiła także w mikście z Leanderem Paesem, zaliczając triumf w całej imprezie, kompletując karierowego Wielkiego Szlema w grze mieszanej z Hindusem. Ich przeciwnikami byli: deblowa koleżanka Hingis oraz Ivan Dodig.
Tydzień przed Wimbledonem Hingis z Mirzą wystąpiły w turnieju rangi Premier w Eastbourne. Wygrały tylko mecz otwarcia z parą Lucie Šafářová – Samantha Stosur 6:1, 2:6, 10–2, by w ćwierćfinale ulec niespodziewanie Dariji Jurak i Anastasiji Rodionowej 3:6, 3:6. W turnieju wimbledońskim Santina nadal nie odnalazła dobrej dyspozycji i jako obrończynie tytułu odpadły już w ćwierćfinale po porażce z późniejszymi finalistkami Tímeą Babos i Jarosławą Szwiedową 2:6, 4:6. W ostatnim występie przed Igrzyskami Olimpijskimi w Rio Hingis wystąpiła wraz z Mirzą w turnieju Rogers Cup w Montrealu. Mimo błyskotliwego zwycięstwa w pierwszym meczu przeciwko Naomi Broady i Shelby Rogers – 6:1, 6:1, w ćwierćfinale uległy zdecydowanie Christinie McHale i Asii Muhammad 4:6, 3:6.
Martina Hingis podczas Igrzysk Olimpijskich w Rio miała wystąpić w grze podwójnej z Belindą Bencic, a w mikście z Rogerem Federerem, lecz oboje wycofali się z rywalizacji przez kontuzje. W ostatniej chwili Hingis stworzyła parę deblową z Timeą Bacsinszky. Rozstawione z numerem piątym Szwajcarki od początku grały bardzo dobrze. W pierwszej rundzie pokonały bardzo groźne Australijki Darję Gawriłową i Samanthę Stosur 6:4, 4:6, 6:2. W drugiej ograły aktualne mistrzynie Indian Wells parę Bethanie Mattek-Sands-Coco Vandeweghe 6:4, 6:4. Ćwierćfinał z parą z Tajwanu Chan Hao-ching-Chan Yung-jan nie przyniósł spodziewanych emocji. Po przegraniu pierwszych trzech gemów wygrały kolejne dwanaście odnosząc przekonujące zwycięstwo 6:3, 6:0.
W walce o finał Szwajcarki pokonały reprezentantki Czech Andreę Hlaváčkovą i Lucie Hradecką 5:7, 7:6(3), 6:2. Jednak w meczu o złoty medal nie sprostały Rosjankom Jekatierinie Makarowej i Jelene Wiesninie 4:6, 4:6. Hingis, grająca po raz pierwszy w parze z Bacsinszky, odniosła największy sukces w reprezentacyjnej karierze.
Martina Hingis podczas turnieju olimpijskiego poinformowała, że zaprzestaje występów z Hinduską Sanią Mirzą i od tego momentu będą grać z innymi partnerkami. Zapewniła jednak, że wystąpią wspólnie w Turnieju Mistrzyń broniąc tytułu. Szwajcarsko-Hinduski duet, popularnie nazywany „Santiną”, zdominował rozgrywki deblowe w ciągu ostatnich dwóch lat: przez 18 miesięcy wspólnych występów wygrały 14 tytułów (w tym trzy wielkoszlemowe i Mistrzostwa WTA), a trzy razy przegrywały w finałach.
W pierwszym starcie po Igrzyskach wystąpiła wspólnie z Amerykanką Coco Vandeweghe w turnieju w Cincinnati. Awans do półfinału osiągnęły bez wychodzenia na kort. W pierwszej rundzie, jako para rozstawiona z numerem 4, miały wolny los. W dwóch kolejnych otrzymały walkowery kolejno od Kiki Bertens i Johanny Larsson oraz Sary Errani i Carli Suárez Navarro. W starciu półfinałowym pokonały Julię Görges i Karolínę Plíškovą 6:1, 6:4. W decydującym meczu stanęły naprzeciwko Sanii Mirzy i Barbory Strýcovej. Mimo prowadzenia w pierwszej partii 5:1 nie były w stanie jej wygrać. Przegrały kolejne sześć gemów i set zakończył się wynikiem 5:7. W drugiej sytuacja się odwróciła i to Hinduska z Czeszką objęły prowadzenie 5:1. Hingis z Vandeweghe udało się jeszcze wygrać trzy gemy, ale mecz ostatecznie przegrały 5:7, 4:6. Porażka w finale z Mirzą kosztowała Szwajcarkę utratę pierwszego miejsca w rankingu deblistek.
Podczas US Open 2016 wystąpiła w grze podwójnej i mieszanej. W mikście wraz z Leanderem Paesem miała bronić tytułu. Przez spadek rankingowy Hindusa (z 46. miejsca w czerwcu na 72. pod koniec sierpnia) nie zostali rozstawieni w turnieju. W pierwszej rundzie pokonali Sachię Vickery i Frances Tiafoe 6:3, 6:2, lecz drugiej odpadli już z rozstawionymi z nr 7: nową partnerką Hingis – Coco Vandeweghe i srebrnym medalistą Igrzysk w Rio w grze mieszanej Rajeevem Ram 6:7(1), 6:3, 11–13. W rozgrywkach gry podwójnej pań wraz z Amerykanką zostały rozstawione z numerem 6. W pierwszej rundzie musiały już zmierzyć się trudnymi rywalkami Anną-Leną Grönefeld i Květą Peschke i po trudnym meczu wygrały 4:6, 6:1, 6:2. W drugiej rundzie pokonały Maríę Irigoyen i Paulę Kanię 7:5, 6:3. W kolejnym starciu zmierzyły się z rozstawionymi z nr 11 Chinkami: Xu Yifan i Zheng Saisai i po ponad dwugodzinnym meczu wygrały 6:4, 4:6, 6:2. W starciu ćwierćfinałowym Szwajcarka zrewanżowała się za porażkę w trzeciej rundzie French Open Czeszkom Barborze Krejčíkovej i Kateřinie Siniakovej zwyciężając 6:1, 6:2. Hingis w walce o finał, po raz trzeci w sezonie, musiała uznać wyższość francuskiej pary Caroline Garcia – Kristina Mladenovic przegrywając 3:6, 4:6. Tym samym, drugi raz w sezonie, nie obroniła tytułu wielkoszlemowego (poprzednio podczas Wimbledonu).
Do obrony tytułu w Kantonie przystąpiła z nową partnerką – Jeleną Janković. W pierwszej rundzie, nie bez problemów, pokonały Brytyjki Jocelyn Rae i Anną Smith 6:3, 6:7(5), 10–5. Awans do półfinału osiągnęły w pięćdziesiąt minut, eliminując rodaczkę Hingis Viktoriję Golubic i Turczynkę İpek Soylu wynikiem 6:0, 6:1. W meczu o finał zmierzyły się z beneficjentkami dzikiej karty, parą z Białorusi Wolha Hawarcowa – Wiera Łapko. Mecz od początku nie układał się parze szwajcarsko-serbskiej, przegrały pierwszą partię, a w drugiej – swoje podanie na samym początku. Zdołały jednak doprowadzić do super tie-breaka. W decydującej części meczu rywalki szybko odskoczyły na 2-6, udało się wyrównać na 6-6. Jednak pod koniec Szwajcarka popełniła podwójny błąd serwisowy, a po chwili przegrała swoje drugie podanie. Białorusinki wykorzystały drugą piłkę meczową i spotkanie zakończyło się wynikiem 4:6, 6:3, 8–10. Z dawnej „Santiny” to Sania Mirza zyskała na jej rozpadzie, gdyż w tym samym czasie w parze ze Strýcovą wygrała już drugi turniej – w Tokio, mając realne szanse na awans z Czeszką do WTA Finals.
W Wuhanie i Pekinie wraz z Vandeweghe przegrała już w drugich rundach. Na szczęście dla Szwajcarki Sania Mirza z Barborą Strýcovą również wcześnie odpadły w stolicy Chin. Dzięki temu para Mirza-Strýcová nie zakwalifikowała się do Turnieju Mistrzyń w Singapurze. Hingis wystąpiła z Hinduską w WTA Finals, dzięki kwalifikacji uzyskanej już w czerwcu. W tym sezonie powrócono do systemu pucharowego. W pierwszym meczu „Santina” pokonała parę z Tajwanu Chan Hao-ching-Chan Yung-jan 7:6(10), 7:5. W meczu półfinałowym uległy już jednak rosyjskiej parze Jekatierina Makarowa-Jelena Wiesnina 6:3, 2:6, 10–6 żegnając się z marzeniami o obronie tytułu.

#### 2017
Od stycznia Hingis kontynuowała występy z Coco Vandeweghe. Jedynym występem przed Australian Open 2017 było Sydney. Rozstawione z numerem drugim przegrały już w drugiej rundzie z Tímeą Babos i Anastasiją Pawluczenkową 6:7(7), 4:6. Na tym samym etapie para zakończyła rozgrywki w turnieju gry podwójnej podczas Australian Open, przegrały z powracającymi do wielkiej formy Australijkami Ashleigh Barty i Casey Dellacquą 2:6, 5:7. W turnieju gry mieszanej po raz dziewiąty z rzędu wystąpiła z Leanderem Paesem. Podobnie jak przed rokiem odpadli w ćwierćfinale, ulegając parze Samantha Stosur – Sam Groth 3:6, 2:6. Tydzień później, przygotowując się do startu w Pucharze Federacji, wystąpiła z Belindą Bencic w turnieju w Petersburgu. Przez niski ranking młodszej ze Szwajcarek nie zostały rozstawione. Już w pierwszej rundzie przegrały z Gabrielą Dabrowski i Michaëllą Krajicek 4:6, 6:4, 3–10.
Od lutego rozpoczęła starty z Chan Yung-jan. W Dosze przegrały dopiero w półfinale z Olhą Sawczuk i Jarosławą Szwiedową 6:3, 2:6, 6–10. Tydzień później w Dubaju odpadły w ćwierćfinale z rewelacją sezonu – parą Andrea Hlaváčková – Peng Shuai 4:6, 2:6. W marcu przyszedł pierwszy sukces podczas turnieju w Indian Wells. W ćwierćfinale pokonały byłą partnerkę Hingis – Sanię Mirzę wraz z Barborą Strýcovą 6:4, 6:4, w następnej rundzie, triumfatorki Australian Open, Bethanie Mattek-Sands i Lucie Šafářovą 7:6(7), 7:5, by w meczu mistrzowskim nie dać szans Lucie Hradeckiej i Kateřinie Siniakovej 7:6(4), 6:2. W Miami para Mirza – Strýcová zrewanżowała się Hingis i Chan zwyciężając je w półfinale imprezy 7:6(6), 1:6, 4–10.
W połowie kwietnia Hingis wystartowała u boku Timei Bacsinszky w turnieju w szwajcarskim Biel. Mimo braku rozstawienia doszły aż do finału, w którym jednak nie sprostały drugiej parze turnieju, Hsieh Su-wei i Monice Niculescu, przegrywając 7:5, 3:6, 7–10.
Sezon na nawierzchni ziemnej Hingis ponownie z Chan Yung-jan rozpoczęła serią ośmiu kolejnych zwycięstw, wygrywając dwa duże turnieje: w Madrycie (pokonały w finale Tímeę Babos i Andreę Hlaváčkovą 6:4, 6:3) i w Rzymie (zwycięstwo nad Jekatieriną Makarową i Jeleną Wiesniną 7:5, 7:6(4)). Podczas French Open Szwajcarka z Tajwanką włącznie z meczem ćwierćfinałowym (pięć spotkań) straciły w sumie zaledwie dziesięć gemów. W półfinale jednak nie wygrały nawet seta przeciwko Mattek-Sands i Šafářovej (4:6, 2:6). W turnieju gry mieszanej, wraz z Paesem, odpadli już w pierwszej rundzie, ulegając duetowi Katarina Srebotnik – Raven Klaasen 4:6, 6:1, 2–10.
Sezon na trawie znowu rozpoczęły od dwóch triumfów: na Majorce (walkower od Jeleny Janković i Anastasiji Sevastovej) i w Eastbourne (zwycięstwo nad Ashleigh Barty i Casey Dellacquą 6:3, 7:5). Po tych turniejach Hingis powróciła na trzecie miejsce w rankingu deblowym WTA Tour. Wimbledon, podobnie jak wielkoszlemowy turniej w Paryżu, Hingis zaczęła od przekonujących zwycięstw. Mimo iż już w trzeciej rundzie zmierzyła się z Sanią Mirzą i Kirsten Flipkens straciła w meczu tylko sześć gemów. W ćwierćfinałowym meczu Szwajcarka zmierzyła się po raz czwarty w sezonie z Anną-Leną Grönefeld i Květą Peschke. Pierwszego seta przegrały z Niemiecko-Czeską parą do czterech, ale w drugim zwyciężyły 6:3. W decydującej partii prowadziły 4:2, by przegrać cztery kolejne gemy i odpaść z turnieju. W turnieju gry mieszanej wystąpiła po raz pierwszy od ponad dwóch i pół roku z nowym partnerem. Wraz z Jamiem Murrayem zostali rozstawieni z numerem pierwszym. Grając bardzo agresywnie i skutecznie Szwajcarsko-Brytyjski duet sięgnął po swój pierwszy wielkoszlemowy tytuł. W decydującym meczu pokonali zeszłorocznych zwycięzców Heather Watson i Henri Kontinena 6:4, 6:4.
Amerykańskie tournée Hingis z Chan rozpoczęły od występu w Toronto. Jednak podobnie jak na Wibledonie przegrały w ćwierćfinale z parą Grönefeld – Peschke (4:6, 4:6). Tydzień później w Cincinnati rozstawione z numerem drugim przeszły przez turniej w bardzo dobrym stylu. W ćwierćfinale pokonały Tímeę Babos i Andreę Hlaváčkovą 6:3, 6:2. W walce o finał pokonały, aktualną mistrzynię deblowych Australian i French Open, Lucie Šafářovą grającą z nową partnerką Barborą Strýcovą 7:6(5), 6:2. W meczu mistrzowskim wygrały z parą Hsieh Su-wei – Monica Niculescu 4:6, 6:4, 10–7. Podczas wielkoszlemowego US Open Szwajcarka wraz z Tajwanką nie przegrały nawet seta. Przez turniej przeszły grając bardzo agresywnie, mądrze i skutecznie. Najtrudniejszy pojedynek stoczyły w trzeciej rundzie z Kristiną Mladenovic i Anastasiją Pawluczenkową, wygrywając wynikiem 6:4, 7:5. W półfinale pokonały Sanię Mirzę z Peng Shuai 6:4, 6:4, by w finale bez trudu odprawić czeską parę Lucie Hradecká – Kateřina Siniaková 6:3, 6:2. W turnieju gry mieszanej, grając po raz drugi z Jamiem Murrayem, odniosła drugie zwycięstwo. Tym razem Hingis ponownie musiała się mierzyć z Anną-Leną Grönefeld i Květą Peschke, ale grające odpowiednio z Robertem Lindstedtem i Marcelo Demolinerem nie stanowiły już takiego zagrożenia i przegrały w pierwszej i drugiej rundzie. W meczu finałowym Szwajcarka z Brytyjczykiem musiała zmierzyć się z siostrą swojej deblowej partnerki Chan Hao-ching, grającej w parze z Michaelem Venusem. Po bardzo zaciętym spotkaniu ostatecznie jednak pokonała ich wynikiem 6:1, 4:6, 10–8. Tym samym Martina Hingis podczas US Open wygrała dwudziesty czwarty i dwudziesty piąty tytuł wielkoszlemowy.
Pod koniec września wystąpiły w turnieju w chińskim Wuhan, gdzie w ćwierćfinale zrewanżowały się parze Grönefeld – Peschke za poprzednie porażki, odprawiając rywalki wynikiem 6:1, 6:0. W półfinale nastąpiła powtórka z tej samej fazy z US Open – naprzeciwko Hingis z Chan stanęły Sania Mirza i Peng Shuai. Stojący na wysokim poziomie mecz zakończył się zwycięstwem wyżej rozstawionej pary 7:6(5), 6:4. W finale zagrały z Shūko Aoyamą i Yang Zhaoxuan. Zwycięstwo 7:6(5), 3:6, 10–4 było czternastym z kolei. Po tym sukcesie Martina Hingis powróciła na fotel liderki rankingu deblowego WTA (notowanie z 2 października 2017r). Kolejnym przystankiem najlepszej pary roku był Pekin. Tu znowu półfinałowymi rywalkami była para Mirza – Peng. I tym razem zwycięstwo odniosła Szwajcarka z Tajwanką (2:6, 6:1 10–5). Triumf 6:1, 6:4 w finale nad Tímeą Babos i Andreą Hlaváčkovą było osiemnastym kolejnym wygranym meczem i czwartym z rzędu triumfem turniejowym.
26 października, podczas konferencji prasowej oraz na swoim profilu na Facebooku ogłosiła, że Mistrzostwa WTA w Singapurze będą jej ostatnim turniejem w karierze. Poinformowała, iż decyzja ta została podjęta już dużo wcześniej, a dopiero teraz została podana publicznie. „Chcę zakończyć karierę będąc u szczytu, na własnych warunkach. Mam pełne wsparcie rodziny, WTA i sponsorów. To jest ten moment”. W pierwszym meczu turnieju Hingis z Chan po raz siódmy w sezonie musiały zmierzyć się z parą Anna-Lena Grönefeld – Květa Peschke. Odnosząc w tej rywalizacji piąte zwycięstwo (6:3, 6:2) awansowały do półfinału. W meczu o finał stanęły naprzeciwko Tímei Babos i Andrei Hlaváčkovej. Węgiersko-czeska para grająca bardzo agresywnie i skutecznie odniosła pierwsze zwycięstwo nad Hingis i Chan (czwarta konfrontacja w sezonie) zamykając drogę Szwajcarki do efektownego zakończenia sportowej kariery. Porażka zakończyła serię dziewiętnastu kolejnych wygranych meczów pary Chan Yung-jan – Martina Hingis.

#### 2018
Zakończywszy zawodniczą karierę tenisową Martina Hingis nie występowała w turniejach w sezonie 2018. Jednak w lutym wygrała pokazowy turniej legend podczas zawodów rangi WTA Premier w Petersburgu. W parze z Ivą Majoli pokonała reprezentantki gospodarzy Jelenę Diemientjewą i Anastasiję Myskinę 2:4, 4:1, 0:0 krecz. Aż do 18 marca 2018 roku była sklasyfikowana, wspólnie z Chan, na pierwszym miejscu rankingu deblowego WTA. Opuściła fotel liderki w wieku 37 lat 169 dni, co jest drugim wynikiem w historii rankingu komputerowego.

#### Starty reprezentacyjne

##### Puchar Federacji
Hingis reprezentowała Szwajcarię w rozgrywkach o Puchar Federacji w latach 1995–1998. Zadebiutowała w strefie euroafrykańskiej w konfrontacji z Łotyszkami. Odniosła wówczas cenne zwycięstwo singlowe nad Larysą Sawczenko i był to jedyny wygrany mecz z ekipą ze wschodniej Europy. Szwajcarki pokonały w kolejnym meczu grupowym Finki, a następnie uległy 1:2 Białorusinkom. Przegrała tam z Natallą Zwierawą.
W 1996 roku Szwajcaria awansowała z etapu kontynentalnego do drugiej grupy światowej. Zawodniczki z tego kraju ograły Jugosławię, Gruzję, Chorwację, Węgry i Rosję. Hingis zdobyła punkty w pojedynkach z Ivą Majoli, Jeleną Lichowcewą i Andreą Temesvári. W 1997 uczestniczyła w konfrontacjach o przejście do grupy światowej. Pokonała między innymi Florencię Labat i Karinę Habšudovą.
W 1998 Hingis wraz z koleżankami reprezentacyjnymi awansowała do finału grupy światowej. W ćwierćfinałach triumfowała nad Janą Novotną, w półfinałach nad Amélie Mauresmo i Julie Halard-Decugis. W finale samotnie zdobywała punkty dla drużyny, pokonując Conchitę Martínez i Arantxę Sánchez. To okazało się za mało, Szwajcarki przegrały 2:3.
W sumie w ciągu czterech lat występów w Pucharze Federacji Hingis wygrała dwadzieścia sześć pojedynków, a przegrała zaledwie cztery. Najlepszy bilans – 9:0 – ma na kortach dywanowych, halowych.
W 2015 roku Hingis wróciła do rozgrywek Pucharu Federacji po 17. latach przerwy. Przygotowująca się do Letnich Igrzysk Olimpijskich w 2016 roku Szwajcarka potwierdziła chęć występu w Reprezentacji w meczu barażowym o Grupę Światową przeciwko Polsce. Zaskoczeniem jednak był występ Hingis w singlu przeciwko Agnieszce i Urszuli Radwańskim. Był to pierwszy oficjalny singlowy występ pięciokrotnej mistrzyni turniejów wielkoszlemowych w grze pojedynczej od 2007 roku. Mimo odniesienia dwóch porażek (4:6, 0:6 z Agnieszką Radwańską i 6:4, 5:7, 1:6 z Urszulą Radwańską) Szwajcaria wygrała mecz z Polską 3-2, a Martina Hingis spełniła warunek występu na Igrzyskach.
Tydzień po triumfie w Australian Open 2016 Hingis grając w parze z Belindą Bencic w pierwszej serii spotkań w ramach Pucharu Federacji zdobyła decydujący punkt (6:3, 6:2) w meczu przeciwko Niemkom. Dzięki zwycięstwu 3-2 Szwajcaria po raz pierwszy od 18. lat awansowała do półfinału tych rozgrywek. W półfinałowej potyczce z reprezentacją Czech Hingis znów musiała zdobyć decydujący punkt w deblu, jednak pod nieobecność Benic wystąpiła, z bardzo wyeksploatowaną (rozegrała dwa trzysetowe mecze singlowe w dwa dni), Viktoriją Golubic. Mimo podjęcia walki Szwajcarki przegrały 2:6, 2:6, a całe spotkanie 2-3 i nie awansowały do finału.

##### Puchar Hopmana
W rozgrywkach o Puchar Hopmana zadebiutowała w 1996 roku. Partnerowała Marcowi Rossetowi. Hingis wygrała wszystkie spotkania singlowe (przeciwko Nicole Bradtke, Brendzie Schultz, Anke Huber i Ivie Majoli). W finale jednak razem z Rossetem musieli skreczować przy stanie 5:5 w trzecim secie, zapewniając tym samym mistrzostwo Chorwatom, Majoli i Ivaniševiciowi.
W tym samym składzie w roku 1997 Hingis i Rosset zajęli drugie miejsce w swojej grupie i nie zdołali awansować do decydującej rozgrywki. Szwajcarka pokonała Irinę Spîrleę, Amandę Coetzer i Petrę Bangerow. W 1999 liderce rankingu partnerował Ivo Heuberger. Duet ze Szwajcarii zakończył rywalizację jako trzeci w swojej grupie.
W 2001 tenisistka pojechała do Perth razem z Rogerem Federerem. Zwyciężyli większość spotkań i odnieśli dwie porażki. W finale zmierzyli się z Amerykanami, których pokonali 2:1 i zdobyli Puchar Hopmana. Był to jednocześnie ostatni start Hingis w nieoficjalnych mistrzostwach świata par mieszanych.

#### Skandal dopingowy
Podczas konferencji prasowej 1 listopada 2007 w Zurychu ogłosiła, że definitywnie kończy karierę sportową. Powodem decyzji były zarzuty, że podczas turnieju wimbledońskiego w jej organizmie wykryto kokainę, a także niekończące się kontuzje. 4 stycznia 2008 Międzynarodowa Federacji Tenisowa ogłosiła dwuletnią dyskwalifikację tenisistki za stosowanie niedozwolonych środków podczas wielkoszlemowego Wimbledonu. Ponadto na Hingis została nałożona kara finansowa – równowartość jej nagrody pieniężnej z tego turnieju.
Decyzja Międzynarodowej Federacji Tenisowej pozostaje kontrowersyjna, gdyż pomimo iż próbka A i B potwierdziły obecność w organizmie Hingis narkotyków, to badania DNA wykluczają taką możliwość.

#### Rekordy i podsumowanie kariery
W trakcie trzynastu lat profesjonalnej kariery singlowej Hingis wygrała czterdzieści trzy turnieje. Karierę w grze podwójnej z powodzeniem kontynuowała do końca sezonu 2017. Może się pochwalić sześćdziesięcioma czterema tytułami w deblu i siedmioma w grze mieszanej. 31 marca 1997 objęła prowadzenie w światowej klasyfikacji WTA i została najmłodszą w historii jej liderką. Miejsce pierwsze zajmowała przez dwieście dziewięć tygodni, co daje jej czwarte miejsce w historii Ery Open. 8 czerwca 1998 awansowała na najwyższe miejsce na liście deblistek i została trzecią zawodniczką, liderującą obydwu konkurencjom jednocześnie (po niej uczyniły to jeszcze Lindsay Davenport, Kim Clijsters i Serena Williams). W sierpniu 2016 roku osiągnęła największy reprezentacyjny sukces sięgając po srebrny medal Igrzysk Olimpijskich w grze podwójnej podczas Igrzysk w Rio de Janeiro. Gdy w październiku 2017 roku ogłosiła definitywne zakończenie kariery, była wówczas ponownie najlepszą deblistką świata, a do tego jedną z najstarszych w historii rankingu WTA. Tylko Lisa Raymond była starsza piastując pierwsze miejsce na liście.
W 1998 roku ustanowiła Klasycznego Wielkiego Szlema w grze podwójnej. W 1997 roku zdobyła indywidualnie Małego Szlema, przegrywając jedynie w finale Roland Garros. Najwięcej tytułów wielkoszlemowych wywalczyła na kortach Australian Open, gdzie w latach 1997–2002 niezmiennie dochodziła do finałów rozgrywek singlowych. W Melbourne wygrała trzykrotnie w grze pojedynczej, pięciokrotnie w deblu i dwa razy w grze mieszanej. Jej największymi rywalkami były: Steffi Graf, Monica Seles, Lindsay Davenport, Venus Williams i Serena Williams.
Hingis szczególnie upodobała sobie turniej Toray Pan Pacific Open w stolicy Japonii, Tokio. W latach 1997–2002 oraz 2006–2007 dochodziła tam do finałów, pięciokrotnie zwyciężając. W grze podwójnej do decydujących meczów awansowała czterokrotnie w sezonach 1997–2000. Wygrała dwukrotnie.
Do Hingis należy również rekord w najdłuższej przerwie między zdobyciem wielkoszlemowych tytułów w deblu w całej historii kobiecego tenisa. Między Australian Open 2002 a następnym triumfem (Wimbledon 2015) minęło 13 lat. Może się też pochwalić drugim wynikiem w liczbie lat między pierwszym a ostatnim wielkoszlemowym tytułem w grze podwójnej – 22 lata (Wimbledon 1996 – US Open 2017).

### Życie prywatne
Hingis interesuje się jazdą konną, sama posiada trzy konie: Montanę, Sorrentę i Velvet. W mediach często określano ją jako „Czarną Wdowę”, spotykała się bowiem z mężczyznami, ale po pewnym czasie jej związki kończyły się rozstaniem. Tenisistkę kojarzono między innymi z Magnusem Normanem, Julianem Alonso, Ivo Heubergerem, Sergio Garcíą i Solem Campbellem. 29 grudnia 2006 roku podała informację o swoich zaręczynach z Radkiem Štěpánkiem, tenisistą z Czech. 12 sierpnia 2007 podczas jednej z konferencji prasowych Štěpánek podał informację o rozstaniu pary.
W marcu 2010 zaręczyła się ze szwajcarskim prawnikiem, Andreasem Bierri, ale nie doszło do ślubu. 10 grudnia 2010 w Paryżu Martina Hingis poślubiła młodszego od niej o sześć lat Francuza Thibaulta Hutin, z którym od stycznia 2013 roku była w separacji, a w październiku została oskarżona o jego pobicie.
W lipcu 2018 roku wyszła za mąż za Haralda Leemanna, lekarza szwajcarskich tenisistów. W dniu swoich trzydziestych ósmych urodzin poprzez Instagrama poinformowała, że spodziewają się dziecka.

## Nagrody
- 1995 – Debiut roku WTA
- 1996 – Nagroda za największe postępy w sezonie WTA
- 1997 – Tenisistka roku WTA
- 1997 – Mistrzyni Świata ITF
- 1997 – Najlepsza sportsmenka roku w Szwajcarii
- 1998 – Najlepszy debel roku WTA (razem z Janą Novotną)
- 1999 – Najlepszy debel roku WTA (razem z Anną Kurnikową)
- 1999 – Mistrzyni Świata ITF
- 2000 – Mistrzyni Świata ITF
- 2006 – Powrót roku WTA
- 2006 – Nagroda za najlepszy światowy powrót roku ITF
- 2015 – Najlepszy debel roku WTA (razem z Sanią Mirzą)
- 2017 – Najlepszy debel roku WTA (razem z Chan Yung-jan)

## Historia występów wielkoszlemowych
Legenda
     W, wygrany turniej
     F, przegrana w finale
     SF, przegrana w półfinale
     QF, przegrana w ćwierćfinale
     xR, przegrana w x rundzie
     A, brak startu

### Występy w grze pojedynczej
| Australian Open        | A  | 2R | QF | W | W  | W  | F  | F  | F  | koniec kariery | QF | QF | 3 / 10 | 52 – 7   |  |  |  |  |  |  |  |  |  |  |  |  |
| French Open            | A  | 3R | 3R | F | SF | F  | SF | SF | A  | koniec kariery | QF | A  | 0 / 8  | 35 – 8   |  |  |  |  |  |  |  |  |  |  |  |  |
| Wimbledon              | A  | 1R | 4R | W | SF | 1R | QF | 1R | A  | koniec kariery | 3R | 3R | 1 / 9  | 23 – 8   |  |  |  |  |  |  |  |  |  |  |  |  |
| US Open                | A  | 4R | SF | W | F  | F  | SF | SF | 4R | koniec kariery | 2R | 3R | 1 / 10 | 43 – 9   |  |  |  |  |  |  |  |  |  |  |  |  |
|                        |    |    |    |   |    |    |    |    |    |                |    |    |        |          |  |  |  |  |  |  |  |  |  |  |  |  |
| Ranking na koniec roku | 87 | 16 | 6  | 1 | 2  | 1  | 1  | 4  | 10 | –              | 7  | 17 | 5 / 37 | 153 – 32 |  |  |  |  |  |  |  |  |  |  |  |  |

### Występy w grze podwójnej
| Australian Open        | A | 1R | 1R | W  | W | W | F  | SF | W  | koniec kariery | A | 2R | koniec kariery | koniec kariery | A  | 3R | W  | 2R | 5 / 12  | 43 – 7   |  |  |
| French Open            | A | A  | QF | SF | W | F | W  | A  | A  | koniec kariery | A | A  | koniec kariery | koniec kariery | A  | QF | 3R | SF | 2 / 8   | 33 – 6   |  |  |
| Wimbledon              | A | 2R | W  | QF | W | A | 2R | A  | A  | koniec kariery | A | A  | koniec kariery | koniec kariery | 1R | W  | QF | QF | 3 / 9   | 29 – 6   |  |  |
| US Open                | A | 3R | SF | SF | W | A | 3R | QF | QF | koniec kariery | A | 3R | koniec kariery | 1R             | F  | W  | SF | W  | 3 / 13  | 47 – 9   |  |  |
|                        |   |    |    |    |   |   |    |    |    |                |   |    |                |                |    |    |    |    |         |          |  |  |
| Ranking na koniec roku | – | 29 | 10 | 3  | 2 | 2 | 3  | 30 | 15 | –              | – | 64 | –              | 186            | 11 | 2  | 4  | 1  | 13 / 42 | 152 – 28 |  |  |

### Występy w grze mieszanej
| Australian Open | A | A | A  | A  | A | A | A  | A | A | koniec kariery | W  | A | koniec kariery | koniec kariery | A  | W  | QF | QF | 2 / 4  | 14 – 2  |  |  |  |  |  |  |  |
| French Open     | A | A | QF | A  | A | A | A  | A | A | koniec kariery | 2R | A | koniec kariery | koniec kariery | A  | 2R | W  | 1R | 1 / 5  | 9 – 3   |  |  |  |  |  |  |  |
| Wimbledon       | A | A | 2R | QF | A | A | A  | A | A | koniec kariery | A  | A | koniec kariery | koniec kariery | QF | W  | 3R | W  | 2 / 6  | 16 – 4  |  |  |  |  |  |  |  |
| US Open         | A | A | SF | A  | A | A | QF | A | A | koniec kariery | A  | A | koniec kariery | 1R             | A  | W  | 2R | W  | 2 / 6  | 14 – 3  |  |  |  |  |  |  |  |
|                 |   |   |    |    |   |   |    |   |   |                |    |   |                |                |    |    |    |    |        |         |  |  |  |  |  |  |  |
|                 |   |   |    |    |   |   |    |   |   |                |    |   |                |                |    |    |    |    | 7 / 21 | 53 – 12 |  |  |  |  |  |  |  |

### Występy w grze podwójnej w turniejach legend
| Turniej         | 2008                    | 2009                    | 2010                    | 2011                    | 2012                    | 2013               | 2014               | 2015–2017          | 2018                    | 2019                    | 2020                    | 2021                    | 2022                    | 2023 | Tytuły |
| --------------- | ----------------------- | ----------------------- | ----------------------- | ----------------------- | ----------------------- | ------------------ | ------------------ | ------------------ | ----------------------- | ----------------------- | ----------------------- | ----------------------- | ----------------------- | ---- | ------ |
| Australian Open | turnieju nie rozgrywano | turnieju nie rozgrywano | turnieju nie rozgrywano | turnieju nie rozgrywano | turnieju nie rozgrywano | W                  | 2m                 | tenisistka aktywna | A                       | A                       | A                       | NH                      | A                       | A    | 1 / 2  |
| French Open     | NH                      | NH                      | A                       | W                       | W                       | W                  | tenisistka aktywna | tenisistka aktywna | A                       | A                       | NH                      | NH                      | A                       |      | 3 / 3  |
| Wimbledon       | A                       | A                       | SF                      | W                       | W                       | W                  | tenisistka aktywna | tenisistka aktywna | A                       | A                       | NH                      | NH                      | W                       |      | 4 / 5  |
| US Open         | turnieju nie rozgrywano | turnieju nie rozgrywano | turnieju nie rozgrywano | turnieju nie rozgrywano | turnieju nie rozgrywano | tenisistka aktywna | tenisistka aktywna | tenisistka aktywna | turnieju nie rozgrywano | turnieju nie rozgrywano | turnieju nie rozgrywano | turnieju nie rozgrywano | turnieju nie rozgrywano |      | 0 / 0  |

## Finały turniejów WTA
| Legenda                     | Legenda |
| --------------------------- | ------- |
| Wielki Szlem                |         |
| Igrzyska olimpijskie        |         |
| WTA Tour Championships      |         |
| 1988 – 2008                 |         |
| Kategoria I                 |         |
| Kategoria II                |         |
| Kategoria III               |         |
| Kategoria IV                |         |
| Kategoria V                 |         |
| 2009 – 2020                 |         |
| WTA Premier Mandatory       |         |
| WTA Premier 5               |         |
| WTA Premier                 |         |
| WTA International Series    |         |
| WTA 125K series (2012–2020) |         |

### Gra pojedyncza 69 (43–26)
| Końcowy wynik | Nr  | Data                 | Turniej          | Nawierzchnia    | Przeciwniczka           | Wynik finału            |
| ------------- | --- | -------------------- | ---------------- | --------------- | ----------------------- | ----------------------- |
| Finalistka    | 1.  | 7 maja 1995          | Hamburg          | Ceglana         | Conchita Martínez       | 1:6, 0:6                |
| Finalistka    | 2.  | 12 maja 1996         | Rzym             | Ceglana         | Conchita Martínez       | 2:6, 3:6                |
| Zwyciężczyni  | 1.  | 13 października 1996 | Filderstadt      | Twarda (hala)   | Anke Huber              | 6:2, 3:6, 6:3           |
| Finalistka    | 3.  | 20 października 1996 | Zurych           | Dywanowa (hala) | Jana Novotná            | 2:6, 2:6                |
| Zwyciężczyni  | 2.  | 10 listopada 1996    | Oakland          | Dywanowa (hala) | Monica Seles            | 6:2, 6:0                |
| Finalistka    | 4.  | 24 listopada 1996    | Nowy Jork        | Dywanowa (hala) | Steffi Graf             | 3:6, 6:4, 0:6, 6:4, 0:6 |
| Zwyciężczyni  | 3.  | 12 stycznia 1997     | Sydney           | Twarda          | Jennifer Capriati       | 6:1, 5:7, 6:1           |
| Zwyciężczyni  | 4.  | 25 stycznia 1997     | Australian Open  | Twarda          | Mary Pierce             | 6:2, 6:2                |
| Zwyciężczyni  | 5.  | 2 lutego 1997        | Tokio            | Dywanowa (hala) | Steffi Graf             | walkower                |
| Zwyciężczyni  | 6.  | 16 lutego 1997       | Paryż            | Dywanowa (hala) | Anke Huber              | 6:3, 3:6, 6:3           |
| Zwyciężczyni  | 7.  | 29 marca 1997        | Miami            | Twarda          | Monica Seles            | 6:2, 6:1                |
| Zwyciężczyni  | 8.  | 6 kwietnia 1997      | Hilton Head      | Ceglana         | Monica Seles            | 3:6, 6:3, 7:6(5)        |
| Finalistka    | 5.  | 8 czerwca 1997       | French Open      | Ceglana         | Iva Majoli              | 4:6, 2:6                |
| Zwyciężczyni  | 9.  | 5 lipca 1997         | Wimbledon        | Trawiasta       | Jana Novotná            | 2:6, 6:3, 6:3           |
| Zwyciężczyni  | 10. | 27 lipca 1997        | Stanford         | Twarda          | Conchita Martínez       | 6:0, 6:2                |
| Zwyciężczyni  | 11. | 3 sierpnia 1997      | San Diego        | Twarda          | Monica Seles            | 7:6(4), 6:4             |
| Zwyciężczyni  | 12. | 6 września 1997      | US Open          | Twarda          | Venus Williams          | 6:0, 6:4                |
| Zwyciężczyni  | 13. | 12 października 1997 | Filderstadt      | Twarda (hala)   | Lisa Raymond            | 6:2, 6:4                |
| Zwyciężczyni  | 14. | 16 listopada 1997    | Filadelfia       | Dywanowa (hala) | Lindsay Davenport       | 7:5, 6:7(7), 7:6(4)     |
| Zwyciężczyni  | 15. | 1 lutego 1998        | Australian Open  | Twarda          | Conchita Martínez       | 6:3, 6:3                |
| Finalistka    | 6.  | 8 lutego 1998        | Tokio            | Dywanowa (hala) | Lindsay Davenport       | 3:6, 3:6                |
| Zwyciężczyni  | 16. | 15 marca 1998        | Indian Wells     | Twarda          | Lindsay Davenport       | 6:3, 6:4                |
| Zwyciężczyni  | 17. | 3 maja 1998          | Hamburg          | Ceglana         | Jana Novotná            | 6:3, 7:5                |
| Zwyciężczyni  | 18. | 10 maja 1998         | Rzym             | Ceglana         | Venus Williams          | 6:2, 3:6, 6:2           |
| Finalistka    | 7.  | 16 sierpnia 1998     | Los Angeles      | Twarda          | Lindsay Davenport       | 6:4, 4:6, 3:6           |
| Finalistka    | 8.  | 13 września 1998     | US Open          | Twarda          | Lindsay Davenport       | 3:6, 5:7                |
| Zwyciężczyni  | 19. | 2 listopada 1998     | Nowy Jork        | Dywanowa (hala) | Lindsay Davenport       | 7:5, 6:4, 4:6, 6:2      |
| Finalistka    | 9.  | 17 stycznia 1999     | Sydney           | Twarda          | Lindsay Davenport       | 4:6, 3:6                |
| Zwyciężczyni  | 20. | 30 stycznia 1999     | Australian Open  | Twarda          | Amélie Mauresmo         | 6:2, 6:3                |
| Zwyciężczyni  | 21. | 7 lutego 1999        | Tokio            | Dywanowa (hala) | Amanda Coetzer          | 6:2, 6:1                |
| Zwyciężczyni  | 22. | 4 kwietnia 1999      | Hilton Head      | Ceglana         | Anna Kurnikowa          | 6:3, 6:4                |
| Zwyciężczyni  | 23. | 16 maja 1999         | Berlin           | Ceglana         | Julie Halard-Decugis    | 6:0, 6:1                |
| Finalistka    | 10. | 5 czerwca 1999       | French Open      | Ceglana         | Steffi Graf             | 6:4, 5:7, 2:6           |
| Zwyciężczyni  | 24. | 8 sierpnia 1999      | San Diego        | Twarda          | Venus Williams          | 6:4, 6:0                |
| Zwyciężczyni  | 25. | 22 sierpnia 1999     | Toronto          | Twarda          | Monica Seles            | 6:4, 6:4                |
| Finalistka    | 11. | 11 września 1999     | US Open          | Twarda          | Serena Williams         | 3:6, 6:7(4)             |
| Zwyciężczyni  | 26. | 10 października 1999 | Filderstadt      | Twarda (hala)   | Mary Pierce             | 6:4, 6:1                |
| Finalistka    | 12. | 17 października 1999 | Zurych           | Twarda (hala)   | Venus Williams          | 3:6, 4:6                |
| Finalistka    | 13. | 14 listopada 1999    | Filadelfia       | Dywanowa (hala) | Lindsay Davenport       | 3:6, 4:6                |
| Finalistka    | 14. | 21 listopada 1999    | Nowy Jork        | Dywanowa (hala) | Lindsay Davenport       | 4:6, 2:6                |
| Finalistka    | 15. | 30 stycznia 2000     | Australian Open  | Twarda          | Lindsay Davenport       | 1:6, 5:7                |
| Zwyciężczyni  | 27. | 6 lutego 2000        | Tokio            | Dywanowa (hala) | Sandrine Testud         | 6:3, 7:5                |
| Finalistka    | 16. | 19 marca 2000        | Indian Wells     | Twarda          | Lindsay Davenport       | 6:4, 4:6, 0:6           |
| Zwyciężczyni  | 28. | 9 kwietnia 2000      | Miami            | Twarda          | Lindsay Davenport       | 6:3, 6:2                |
| Zwyciężczyni  | 29. | 7 maja 2000          | Hamburg          | Ceglana         | Arantxa Sánchez Vicario | 6:3, 6:3                |
| Zwyciężczyni  | 30. | 25 czerwca 2000      | ’s-Hertogenbosch | Trawiasta       | Ruxandra Dragomir       | 6:2, 3:0 krecz          |
| Zwyciężczyni  | 31. | 20 sierpnia 2000     | Montreal         | Twarda          | Serena Williams         | 0:6, 6:3, 3:0 krecz     |
| Zwyciężczyni  | 32. | 8 października 2000  | Filderstadt      | Twarda (hala)   | Kim Clijsters           | 6:0, 6:3                |
| Zwyciężczyni  | 33. | 15 października 2000 | Zurych           | Twarda (hala)   | Lindsay Davenport       | 6:4, 4:6, 7:5           |
| Zwyciężczyni  | 34. | 29 października 2000 | Moskwa           | Dywanowa (hala) | Anna Kurnikowa          | 6:3, 6:1                |
| Finalistka    | 17. | 12 listopada 2000    | Filadelfia       | Dywanowa (hala) | Lindsay Davenport       | 6:7(7), 4:6             |
| Zwyciężczyni  | 35. | 19 listopada 2000    | Nowy Jork        | Dywanowa (hala) | Monica Seles            | 6:7(5), 6:4, 6:4        |
| Zwyciężczyni  | 36. | 13 stycznia 2001     | Sydney           | Twarda          | Lindsay Davenport       | 6:3, 4:6, 7:5           |
| Finalistka    | 18. | 28 stycznia 2001     | Australian Open  | Twarda          | Jennifer Capriati       | 4:6, 3:6                |
| Finalistka    | 19. | 4 lutego 2001        | Tokio            | Dywanowa (hala) | Lindsay Davenport       | 7:6(4), 4:6, 2:6        |
| Zwyciężczyni  | 37. | 18 lutego 2001       | Doha             | Twarda          | Sandrine Testud         | 6:3, 6:2                |
| Zwyciężczyni  | 38. | 24 lutego 2001       | Dubaj            | Twarda          | Nathalie Tauziat        | 6:4, 6:4                |
| Finalistka    | 20. | 22 kwietnia 2001     | Charleston       | Ceglana         | Jennifer Capriati       | 0:6, 6:4, 4:6           |
| Zwyciężczyni  | 39. | 12 stycznia 2002     | Sydney           | Twarda          | Meghann Shaughnessy     | 6:2, 6:3                |
| Finalistka    | 21. | 27 stycznia 2002     | Australian Open  | Twarda          | Jennifer Capriati       | 6:4, 6:7(7), 2:6        |
| Zwyciężczyni  | 40. | 4 lutego 2002        | Tokio            | Dywanowa (hala) | Monica Seles            | 7:6(6), 4:6, 6:3        |
| Finalistka    | 22. | 16 marca 2002        | Indian Wells     | Twarda          | Daniela Hantuchová      | 3:6, 4:6                |
| Finalistka    | 23. | 5 lutego 2006        | Tokio            | Dywanowa (hala) | Jelena Diemientjewa     | 2:6, 0:6                |
| Zwyciężczyni  | 41. | 21 maja 2006         | Rzym             | Ceglana         | Dinara Safina           | 6:2, 7:5                |
| Finalistka    | 24. | 21 sierpnia 2006     | Montreal         | Twarda          | Ana Ivanović            | 2:6, 3:6                |
| Zwyciężczyni  | 42. | 24 września 2006     | Kolkata          | Dywanowa (hala) | Olga Puczkowa           | 6:0, 6:4                |
| Finalistka    | 25. | 6 stycznia 2007      | Gold Coast       | Twarda          | Dinara Safina           | 3:6, 6:3, 5:7           |
| Zwyciężczyni  | 43. | 4 lutego 2007        | Tokio            | Dywanowa (hala) | Ana Ivanović            | 6:4, 6:2                |

### Gra mieszana 7 (7-0)
| Końcowy wynik | Nr | Data             | Turniej         | Nawierzchnia | Partner         | Przeciwnicy                       | Wynik finału   |
| ------------- | -- | ---------------- | --------------- | ------------ | --------------- | --------------------------------- | -------------- |
| Zwyciężczyni  | 1. | 28 stycznia 2006 | Australian Open | Twarda       | Mahesh Bhupathi | Jelena Lichowcewa Daniel Nestor   | 6:3, 6:3       |
| Zwyciężczyni  | 2. | 1 lutego 2015    | Australian Open | Twarda       | Leander Paes    | Kristina Mladenovic Daniel Nestor | 6:4, 6:3       |
| Zwyciężczyni  | 3. | 12 lipca 2015    | Wimbledon       | Trawiasta    | Leander Paes    | Tímea Babos Alexander Peya        | 6:1, 6:1       |
| Zwyciężczyni  | 4. | 11 września 2015 | US Open         | Twarda       | Leander Paes    | Bethanie Mattek-Sands Sam Querrey | 6:4, 3:6, 10–7 |
| Zwyciężczyni  | 5. | 4 czerwca 2016   | French Open     | Ceglana      | Leander Paes    | Sania Mirza Ivan Dodig            | 4:6, 6:4, 10–8 |
| Zwyciężczyni  | 6. | 16 lipca 2017    | Wimbledon       | Trawiasta    | Jamie Murray    | Heather Watson Henri Kontinen     | 6:4, 6:4       |
| Zwyciężczyni  | 7. | 9 września 2017  | US Open         | Twarda       | Jamie Murray    | Chan Hao-ching Michael Venus      | 6:1, 4:6, 10–8 |

## Występy w Turnieju Mistrzyń

### W grze pojedynczej
| Rok  | Rezultat                                                   | Rywalka                                                    | Wynik                                                      |
| 1996 | Finał                                                      | Steffi Graf                                                | 3:6, 6:4, 0:6, 6:4, 0:6                                    |
| 1997 | Ćwierćfinał                                                | Mary Pierce                                                | 3:6, 6:2, 5:7                                              |
| 1998 | Zwycięstwo                                                 | Lindsay Davenport                                          | 7:5, 6:4, 4:6, 6:2                                         |
| 1999 | Finał                                                      | Lindsay Davenport                                          | 4:6, 2:6                                                   |
| 2000 | Zwycięstwo                                                 | Monica Seles                                               | 6:7(5), 6:4, 6:4                                           |
| 2001 | zrezygnowała z gry w turnieju z powodu operacji kostki     | zrezygnowała z gry w turnieju z powodu operacji kostki     | zrezygnowała z gry w turnieju z powodu operacji kostki     |
| 2002 | zrezygnowała z gry w turnieju z powodu kontuzji nadgarstka | zrezygnowała z gry w turnieju z powodu kontuzji nadgarstka | zrezygnowała z gry w turnieju z powodu kontuzji nadgarstka |
| 2006 | faza grupowa bilans 1-2                                    | Nadieżda Pietrowa Justine Henin-Hardenne Amélie Mauresmo   | 6:4, 3:6, 6:3 2:6, 7:6(5), 1:6 6:3, 1:6, 4:6               |

### W grze podwójnej
| Rok  | Rezultat    | Partnerka               | Przeciwniczki                          | Wynik          |
| 1996 | Ćwierćfinał | Helena Suková           | Jana Novotná Arantxa Sánchez Vicario   | 4:6, 6:3, 5:7  |
| 1997 | Ćwierćfinał | Arantxa Sánchez Vicario | Alexandra Fusai Nathalie Tauziat       | 3:6, 1:6       |
| 1998 | Ćwierćfinał | Jana Novotná            | Yayuk Basuki Caroline Vis              | 4:6, 6:2, 4:6  |
| 1999 | Zwycięstwo  | Anna Kurnikowa          | Łarysa Neiland Arantxa Sánchez Vicario | 6:4, 6:4       |
| 2000 | Zwycięstwo  | Anna Kurnikowa          | Nicole Arendt Manon Bollegraf          | 6:2, 6:3       |
| 2015 | Zwycięstwo  | Sania Mirza             | Garbiñe Muguruza Carla Suárez Navarro  | 6:0, 6:3       |
| 2016 | Półfinał    | Sania Mirza             | Jekatierina Makarowa Jelena Wiesnina   | 6:3, 2:6, 6–10 |
| 2017 | Półfinał    | Chan Yung-jan           | Tímea Babos Andrea Hlaváčková          | 4:6, 6:7(5)    |

## Finały turniejów rangi ITF
| turnieje z pulą nagród 100 000 $ |
| turnieje z pulą nagród 75 000 $  |
| turnieje z pulą nagród 50 000 $  |
| turnieje z pulą nagród 25 000 $  |
| turnieje z pulą nagród 15 000 $  |
| turnieje z pulą nagród 10 000 $  |

### Gra pojedyncza 3 (2-1)
| Rezultat     | Data       | Turniej    | ($)    | Naw.            | Przeciwniczka    | Wynik            |
| Zwyciężczyni | 24/10/1993 | Langenthal | 10 000 | Dywanowa (hala) | Sophie Georges   | 2:6, 7:5, 7:6(4) |
| Finalistka   | 05/03/1995 | Prościejów | 25 000 | Twarda (hala)   | Karina Habšudová | 5:7, 4:6         |
| Zwyciężczyni | 10/03/1996 | Prościejów | 50 000 | Twarda (hala)   | Barbara Paulus   | 6:1, 6:4         |

### Gra podwójna 1 (1-0)
| Rezultat     | Data       | Turniej    | ($)    | Naw.          | Partnerka      | Przeciwniczki                         | Wynik       |
| Zwyciężczyni | 05/03/1995 | Prościejów | 25 000 | Twarda (hala) | Petra Langrová | Eva Melicharová Katarzyna Teodorowicz | 7:6(4), 6:2 |

## Bilans spotkań w sezonie
| sezon                       | występy singlowe | % wygranych | występy deblowe | % wygranych |
| --------------------------- | ---------------- | ----------- | --------------- | ----------- |
| 2017                        | –                | –           | 60 – 11         | 85%         |
| 2016                        | –                | –           | 52 – 17         | 75%         |
| 2015                        | 0-2              | 0%          | 62 – 12         | 84%         |
| 2014                        | –                | –           | 27 – 11         | 71%         |
| 2013                        | –                | –           | 3- 5            | 38%         |
| 2012                        | –                | –           | –               | –           |
| 2011                        | –                | –           | –               | –           |
| 2010                        | –                | –           | –               | –           |
| 2009                        | –                | –           | –               | –           |
| 2008                        | –                | –           | –               | –           |
| 2007                        | 24 – 13          | 65%         | 11 – 5          | 69%         |
| 2006                        | 53 – 19          | 74%         | 2 – 0           | 100%        |
| 2005                        | 0 – 1            | 0%          | –               | –           |
| 2004                        | –                | –           | –               | –           |
| 2003                        | –                | –           | –               | –           |
| 2002                        | 34 – 10          | 77%         | 18 – 3          | 86%         |
| 2001                        | 60 – 15          | 80%         | 18 – 5          | 78%         |
| 2000                        | 77 – 10          | 89%         | 49 – 7          | 88%         |
| 1999                        | 71 – 13          | 85%         | 35 – 3          | 92%         |
| 1998                        | 67 – 14          | 83%         | 53 – 5          | 91%         |
| 1997                        | 75 – 5           | 94%         | 52 – 8          | 87%         |
| 1996                        | 51 – 16          | 76%         | 37 – 16         | 70%         |
| 1995                        | 22 – 13          | 63%         | 15 – 8          | 65%         |
| 1994                        | 9 – 5            | 64%         | 0 – 1           | 0%          |
| 1993                        | 5 – 0*           | 100%        | –               | –           |
| * wygrany jeden turniej ITF |                  |             |                 |             |

Legenda
     kolor żółty – najwięcej wygranych spotkań w jednym sezonie
     kolor pomarańczowy – najwyższy procent wygranych meczów

## Występy w igrzyskach olimpijskich

### Gra pojedyncza
| Runda                                                                         | Przeciwniczka            | Wynik    |  |
| ----------------------------------------------------------------------------- | ------------------------ | -------- |  |
|                                                                               |                          |          |  |
| Letnie Igrzyska Olimpijskie w Atlancie 1996, reprezentując państwo Szwajcaria |                          |          |  |
| I runda                                                                       | Dominikana: Joëlle Schad | 6:0, 6:1 |  |
| II runda                                                                      | Japonia: Ai Sugiyama     | 4:6, 4:6 |  |

### Gra podwójna
| Runda                                                                                                   | Partnerka            | Przeciwniczki                                             | Wynik            |
| --- | -------------------- | --------------------------------------------------------- | ---------------- |
| |                      |                                                           |                  |
| Letnie Igrzyska Olimpijskie w Atlancie 1996, reprezentując państwo Szwajcaria, partnerka Patty Schnyder |                      |                                                           |                  |
| I runda                                                                                                 | Patty Schnyder       | Słowacja: Karina Habšudová, Radka Zrubaková               | 3:6, 6:4, 6:2    |
| II runda                                                                                                | Patty Schnyder       | Belgia: Sabine Appelmans, Laurence Courtois               | 2:6, 6:1, 7:5    |
| Ćwierćfinał                                                                                             | Patty Schnyder       | Holandia: Manon Bollegraf, Brenda Schultz-McCarthy        | 4:6, 3:6         |
| |                      |                                                           |                  |
| Letnie Igrzyska Olimpijskie w Rio de Janeiro 2016, reprezentując państwo Szwajcaria                     |                      |                                                           |                  |
| I runda                                                                                                 | Timea Bacsinszky [5] | Australia: Darja Gawriłowa, Samantha Stosur               | 6:4, 4:6, 6:2    |
| II runda                                                                                                | Timea Bacsinszky [5] | Stany Zjednoczone: Bethanie Mattek-Sands, Coco Vandeweghe | 6:4, 6:4         |
| Ćwierćfinał                                                                                             | Timea Bacsinszky [5] | Chińskie Tajpej: Chan Hao-ching, Chan Yung-jan [3]        | 6:3, 6:0         |
| Półfinał                                                                                                | Timea Bacsinszky [5] | Czechy: Andrea Hlaváčková, Lucie Hradecká [6]             | 5:7, 7:6(3), 6:2 |
| O złoty medal                                                                                           | Timea Bacsinszky [5] | Rosja: Jekatierina Makarowa, Jelena Wiesnina [7]          | 4:6, 4:6         |

## Bilans spotkań z zawodniczkami z TOP 10 rankingu WTA
Bilans bezpośrednich spotkań z tenisistkami, które kiedykolwiek znajdowały się w TOP 10 rankingu WTA Tour.
| Tenisistka                                                  | Mecze | W   | P   | %    | Pierwsze spotkanie, wynik                        | Ostatnie spotkanie, wynik                                        |
| ----------------------------------------------------------- | ----- | --- | --- | ---- | ------------------------------------------------ | ---------------------------------------------------------------- |
| Zawodniczki sklasyfikowane najwyżej na 1. miejscu rankingu  |       |     |     |      |                                                  |                                                                  |
| Wiktoryja Azaranka                                          | 1     | 0   | 1   | 0%   | US Open, 2007, Azaranka 6:3, 1:6, 0:6            | US Open, 2007, Azaranka 6:3, 1:6, 0:6                            |
| Jennifer Capriati                                           | 9     | 5   | 4   | 56%  | Sydney, 1997, Hingis 6:1, 5:7, 6:1               | Australian Open, 2002, Capriati 6:4, 6:7(7), 2:6                 |
| Kim Clijsters                                               | 9     | 4   | 5   | 44%  | Miami, 2000, Hingis 6:0, 6:4                     | Australian Open, 2007, Clijsters 6:3, 4:6, 3:6                   |
| Lindsay Davenport                                           | 25    | 11  | 14  | 44%  | Sydney, 1995, Davenport 1:6, 6:3, 3:6            | Indian Wells, 2006, Hingis 6:3, 1:6, 6:2                         |
| Steffi Graf                                                 | 9     | 2   | 7   | 22%  | Paryż, 1995, Graf 2:6, 3:6                       | French Open, 1999, Graf 6:4, 5:7, 2:6                            |
| Justine Henin                                               | 4     | 2   | 2   | 50%  | Australian Open, 2000, Hingis 6:3, 6:3           | Madryt, 2006, Henin 2:6, 7:6(5), 1:6                             |
| Ana Ivanović                                                | 2     | 1   | 1   | 50%  | Montreal, 2006, Ivanović 2:6, 3:6                | Tokio, 2007, Hingis 6:4, 6:2                                     |
| Jelena Janković                                             | 2     | 0   | 2   | 0%   | Sydney, 2007, Janković 4:6, 6:4, 3:6             | Dubaj, 2007, Janković 6:7(3), 2:6                                |
| Amélie Mauresmo                                             | 14    | 7   | 7   | 50%  | Puchar Federacji, 1998, Hingis 6:7(8), 6:4, 6:2  | Madryt, 2006, Mauresmo 6:3, 1:6, 4:6                             |
| Dinara Safina                                               | 3     | 2   | 1   | 67%  | Indian Wells, 2006, Hingis 6:3, 6:4              | Gold Coast, 2007, Safina 3:6, 6:3, 5:7                           |
| Arantxa Sánchez Vicario                                     | 20    | 18  | 2   | 90%  | Hilton Head, 1996, Sánchez Vicario 6:0, 2:6, 2:6 | Filderstadt, 2002, Hingis 6:4, 6:2                               |
| Monica Seles                                                | 20    | 15  | 5   | 75%  | Oakland, 1996, Hingis 6:2, 6:0                   | US Open, 2002, Seles 4:6, 2:6                                    |
| Marija Szarapowa                                            | 3     | 1   | 2   | 33%  | Tokio, 2006, Hingis 6:3, 6:1                     | Indian Wells, 2006, Szarapowa 3:6, 3:6                           |
| Serena Williams                                             | 13    | 6   | 7   | 46%  | Key Biscayne, 1998, Hingis 6:3, 1:6, 7:6(4)      | Miami, 2002, Williams 4:6, 0:6                                   |
| Venus Williams                                              | 21    | 11  | 10  | 52%  | Key Biscayne, 1997, Hingis 6:4, 6:2              | Rzym, 2006, Hingis 0:6, 6:3, 6:3                                 |
| Caroline Wozniacki                                          | 2     | 2   | 0   | 100% | Seul, 2006, Hingis 6:3, 6:2                      | Indian Wells, 2007, Hingis 6:1, 6:3                              |
| podsumowanie                                                | 157   | 87  | 70  | 55%  |                                                  |                                                                  |
| Zawodniczki sklasyfikowane najwyżej na 2. miejscu rankingu  |       |     |     |      |                                                  |                                                                  |
| Swietłana Kuzniecowa                                        | 4     | 2   | 2   | 50%  | Doha, 2006, Hingis 7:6(7), 6:2                   | Zurych, 2006, Kuzniecowa 1:6, 6:1, 3:6                           |
| Li Na                                                       | 1     | 1   | 0   | 100% | Australian Open, 2007, Hingis 4:6, 6:3, 6:0      | Australian Open, 2007, Hingis 4:6, 6:3, 6:0                      |
| Conchita Martínez                                           | 14    | 11  | 3   | 79%  | Hamburg, 1995, Martínez 1:6, 0:6                 | Charleston, 2001, Hingis 6:2, 6:2                                |
| Anastasija Myskina                                          | 3     | 2   | 1   | 67%  | Zurych, 2000, Hingis 6:0, 6:4                    | Dubaj, 2006, Hingis 6:4, 6:3                                     |
| Jana Novotná                                                | 12    | 9   | 3   | 75%  | Hamburg, 1995, Hingis 6:1, 2:6, 6:2              | Hilton Head, 1999, Hingis 6:2, 6:3                               |
| Agnieszka Radwańska                                         | 2     | 0   | 2   | 0%   | Miami, 2007, Radwańska 6:4, 3:6, 2:6             | Fed Cup mecz barażowy w Zielonej Górze, 2015, Radwańska 4:6, 0:6 |
| Wiera Zwonariowa                                            | 1     | 1   | 0   | 100% | Australian Open, 2006, Hingis 6:1, 6:2           | Australian Open, 2006, Hingis 6:1, 6:2                           |
| podsumowanie                                                | 37    | 26  | 11  | 70%  |                                                  |                                                                  |
| Zawodniczki sklasyfikowane najwyżej na 3. miejscu rankingu  |       |     |     |      |                                                  |                                                                  |
| Amanda Coetzer                                              | 12    | 10  | 2   | 83%  | Australian Open, 1996, Coetzer 5:7, 6:4, 1:6     | US Open, 2002, Hingis 6:3, 6:4                                   |
| Jelena Diemientjewa                                         | 7     | 4   | 3   | 57%  | Australian Open, 1999, Hingis 6:3, 6:2           | Tokio, 2007, Hingis 6:4, 6:3                                     |
| Mary Pierce                                                 | 16    | 10  | 6   | 63%  | Zurych, 1994, Pierce 4:6, 0:6                    | French Open, 2002, Pierce 4:6, 7:5, 2:6                          |
| Nadieżda Pietrowa                                           | 3     | 2   | 1   | 67%  | Montreal, 2000, Hingis 6:1, 6:3                  | Madryt, 2006, Hingis 6:4, 3:6, 6:3                               |
| Gabriela Sabatini                                           | 2     | 1   | 1   | 50%  | US Open, 1995, Sabatini 2:6, 4:6                 | Tokio, 1996, Hingis 6:3, 6:4                                     |
| Nathalie Tauziat                                            | 6     | 6   | 0   | 100% | Paryż, 1997, Hingis 6:3, 6:2                     | Dubaj, 2001, Hingis 6:4, 6:4                                     |
| podsumowanie                                                | 46    | 33  | 13  | 72%  |                                                  |                                                                  |
| Zawodniczki sklasyfikowane najwyżej na 4. miejscu rankingu  |       |     |     |      |                                                  |                                                                  |
| Kimiko Date-Krumm                                           | 1     | 1   | 0   | 100% | Nowy Jork, 1996, Hingis 6:1, 6:2                 | Nowy Jork, 1996, Hingis 6:1, 6:2                                 |
| Jelena Dokić                                                | 5     | 3   | 2   | 60%  | Australian Open, 1999, Hingis 6:1, 6:2           | Montreal, 2002, Dokić 4:6, 3:6                                   |
| Mary Joe Fernández                                          | 3     | 3   | 0   | 100% | Sydney, 1997, Hingis 6:3, 6:2                    | Key Biscayne, 1997, Hingis 6:4, 6:1                              |
| Anke Huber                                                  | 13    | 12  | 1   | 92%  | Hamburg, 1995, Hingis 6:2, 1:6, 6:3              | Miami, 2001, Hingis 7:5, 6:0                                     |
| Iva Majoli                                                  | 10    | 8   | 2   | 80%  | Tokio, 1996, Majoli 6:3, 3:6, 0:6                | US Open, 2001, Hingis 4:6, 6:4, 7:6(5)                           |
| Magdalena Maleewa                                           | 5     | 5   | 0   | 100% | US Open, 1995, Hingis 4:6, 6:4, 6:2              | Filderstadt, 2001, Hingis 0:6, 6:4, 6:2                          |
| Francesca Schiavone                                         | 3     | 3   | 0   | 100% | French Open, 2001, Hingis 6:1, 6:4               | Rzym, 2006, Hingis 6:0, 7:5                                      |
| Samantha Stosur                                             | 2     | 2   | 0   | 100% | Australian Open, 2006, Hingis 6:1, 7:6(8)        | Tokio, 2007, Hingis 6:0, 6:1                                     |
| Helena Suková                                               | 1     | 1   | 0   | 100% | Filderstadt, 1994, Hingis 6:2, 6:1               | Filderstadt, 1994, Hingis 6:2, 6:1                               |
| podsumowanie                                                | 43    | 38  | 5   | 88%  |                                                  |                                                                  |
| Zawodniczki sklasyfikowane najwyżej na 5. miejscu rankingu  |       |     |     |      |                                                  |                                                                  |
| Anna Czakwetadze                                            | 1     | 1   | 0   | 100% | Montreal, 2006, Hingis 6:3, 3:1 krecz            | Montreal, 2006, Hingis 6:3, 3:1 krecz                            |
| Sara Errani                                                 | 1     | 1   | 0   | 100% | Rzym, 2006, Hingis 6:0, 6:1                      | Rzym, 2006, Hingis 6:0, 6:1                                      |
| Daniela Hantuchová                                          | 5     | 2   | 3   | 40%  | Indian Wells, 2002, Hantuchová 3:6, 4:6          | Indian Wells, 2007, Hantuchová 4:6, 3:6                          |
| Natalla Zwierawa                                            | 4     | 3   | 1   | 75%  | Filderstadt, 1995, Zwierawa 4:6, 4:6             | Hilton Head, 1999, Hingis 6:0, 7:6(0)                            |
| podsumowanie                                                | 11    | 7   | 4   | 64%  |                                                  |                                                                  |
| Zawodniczki sklasyfikowane najwyżej na 6. miejscu rankingu  |       |     |     |      |                                                  |                                                                  |
| Katerina Maleewa                                            | 1     | 1   | 0   | 100% | Paryż, 1995, Hingis 6:4, 6:4                     | Paryż, 1995, Hingis 6:4, 6:4                                     |
| Flavia Pennetta                                             | 4     | 3   | 1   | 75%  | Gold Coast, 2006, Pennetta 6:1, 6:7(2), 2:6      | San Diego, 2006, Hingis 6:2, 3:6, 6:1                            |
| Chanda Rubin                                                | 10    | 8   | 2   | 80%  | Zurych, 1995, Rubin 2:6, 1:6                     | Los Angeles, 2000, Hingis 5:7, 7:5, 6:1                          |
| podsumowanie                                                | 15    | 12  | 3   | 80%  |                                                  |                                                                  |
| Zawodniczki sklasyfikowane najwyżej na 7. miejscu rankingu  |       |     |     |      |                                                  |                                                                  |
| Julie Halard-Decugis                                        | 5     | 5   | 0   | 100% | Paryż, 1995, Hingis 6:4, 6:1                     | Nowy Jork, 2000, Hingis 6:2, 6:3                                 |
| Barbara Schett                                              | 11    | 11  | 0   | 100% | French Open, 1996, Hingis 6:3, 6:0               | Indian Wells, 2001, Hingis 6:3, 7:6(4)                           |
| Patty Schnyder                                              | 5     | 2   | 3   | 40%  | Monachium, 1998, Schnyder 7:5, 5:7, 5:5 krecz    | San Diego, 2007, Schnyder 1:6, 7:6(4), 3:6                       |
| Irina Spîrlea                                               | 6     | 6   | 0   | 100% | Rzym, 1996, Hingis 6:2, 7:5                      | Nowy Jork, 1998, Hingis 6:2, 7:6(7)                              |
| Nicole Vaidišová                                            | 1     | 1   | 0   | 100% | Rzym, 2006, Hingis 7:5, 6:3                      | Rzym, 2006, Hingis 7:5, 6:3                                      |
| podsumowanie                                                | 28    | 25  | 3   | 89%  |                                                  |                                                                  |
| Zawodniczki sklasyfikowane najwyżej na 8. miejscu rankingu  |       |     |     |      |                                                  |                                                                  |
| Anna Kurnikowa                                              | 12    | 11  | 1   | 92%  | French Open, 1997, Hingis 6:1, 6:3               | Nowy Jork, 2000, Hingis 7:6(2), 6:2                              |
| Alicia Molik                                                | 2     | 2   | 0   | 100% | Sydney, 1999, Hingis 6:1, 6:2                    | Australian Open, 2000, Hingis 6:2, 6:3                           |
| Ai Sugiyama                                                 | 8     | 6   | 2   | 75%  | Tokio, 1996, Hingis 6:0, 6:3                     | Wimbledon, 2006, Sugiyama 5:7, 6:3, 4:6                          |
| podsumowanie                                                | 22    | 19  | 3   | 86%  |                                                  |                                                                  |
| Zawodniczki sklasyfikowane najwyżej na 9. miejscu rankingu  |       |     |     |      |                                                  |                                                                  |
| Brenda Schultz-McCarthy                                     | 4     | 4   | 0   | 100% | Australian Open, 1996, Hingis 6:1, 6:4           | Nowy Jork, 1997, Hingis 7:6(3), 5:2 krecz                        |
| Sandrine Testud                                             | 16    | 16  | 0   | 100% | Hamburg, 1995, Hingis 6:1, 6:2                   | Sydney, 2002, Hingis 6:4, 6:2                                    |
| podsumowanie                                                | 20    | 20  | 0   | 100% |                                                  |                                                                  |
| Zawodniczki sklasyfikowane najwyżej na 10. miejscu rankingu |       |     |     |      |                                                  |                                                                  |
| Karina Habšudová                                            | 7     | 3   | 4   | 43%  | Essen, 1994, Habšudová 3:6, 6:2, 2:6             | Key Biscayne, 1999, Hingis 6:1, 6:4                              |
| Marija Kirilenko                                            | 3     | 3   | 0   | 100% | Tokio, 2006, Hingis 6:2, 6:1                     | Doha, 2007, Hingis 6:2, 6:2                                      |
| Barbara Paulus                                              | 3     | 3   | 0   | 100% | Australian Open, 1996, Hingis 6:1, 6:4           | French Open, 1997, Hingis 6:3, 0:6, 6:0                          |
| podsumowanie                                                | 13    | 9   | 4   | 69%  |                                                  |                                                                  |
|                                                             |       |     |     |      |                                                  |                                                                  |
| podsumowanie                                                | 392   | 276 | 116 | 70%  |                                                  |                                                                  |

## Nietypowe zakończenia meczów

### Mecze wygrane wynikiem 6:0, 6:0
| Rok  | Turniej         | Rywalka          | Runda    | Wynik    |
| ---- | --------------- | ---------------- | -------- | -------- |
| 1998 | Australian Open | Yayuk Basuki     | 4. runda | 6:0, 6:0 |
| 1998 | Miami           | Joannette Kruger | 3. runda | 6:0, 6:0 |
| 2000 | Miami           | Monica Seles     | półfinał | 6:0, 6:0 |
| 2006 | Tokio           | Cho Yoon-jeong   | 1. runda | 6:0, 6:0 |

### Mecze wygrane poprzez krecz rywalki
| Rok  | Turniej          | Rywalka                 | Runda       | Wynik               | Przyczyna               |
| ---- | ---------------- | ----------------------- | ----------- | ------------------- | ----------------------- |
| 1997 | Nowy Jork        | Brenda Schultz McCarthy | 1. runda    | 7:6, 5:2 krecz      | kontuzja palca u nogi   |
| 2000 | Sydney           | Dominique Van Roost     | ćwierćfinał | 6:1, krecz          |                         |
| 2000 | ’s-Hertogenbosch | Ruxandra Dragomir       | finał       | 6:2, 3:0 krecz      |                         |
| 2000 | Toronto          | Serena Williams         | finał       | 0:6, 6:3, 3;0 krecz | kłopoty żołądkowe       |
| 2000 | Filderstadt      | Justine Henin           | 2. runda    | 6:1, krecz          | kontuzja kostki         |
| 2006 | Montreal         | Anna Czakwetadze        | półfinał    | 6:3, 3:1 krecz      | kontuzja ramienia       |
| 2007 | Gold Coast       | Tathiana Garbin         | półfinał    | 3:4 krecz           | trudności z oddychaniem |

### Mecze wygrane walkowerem
| Rok  | Turniej          | Rywalka     | Runda       | Wynik    |
| ---- | ---------------- | ----------- | ----------- | -------- |
| 1997 | Tokio            | Steffi Graf | finał       | walkower |
| 2000 | ’s-Hertogenbosch | Cara Black  | ćwierćfinał | walkower |

### Mecze poddane rywalce
| Rok  | Turniej     | Rywalka           | Runda    | Wynik               | Przyczyna              |
| ---- | ----------- | ----------------- | -------- | ------------------- | ---------------------- |
| 1998 | Monachium   | Patty Schnyder    | półfinał | 5:7, 7:5, 5:5 krecz | kontuzja nadgarstka    |
| 2001 | Filderstadt | Lindsay Davenport | półfinał | 1:2 krecz           | kontuzja prawej kostki |

## Najsłynniejsze mecze
| Rok  | Turniej         | Etap           | Mecz                                  | Opis |
| ---- | --------------- | -------------- | ------------------------------------- | --- |
| 1996 | Rzym            | ćwierćfinał    | Steffi Graf 2:6, 6:2, 6:3             | Hingis po raz pierwszy pokonała niemiecką liderkę rankingu WTA. |
| 1996 | Masters         | finał          | Steffi Graf 6:3, 4:6, 6:0, 4:6, 6:0   | To jedyny pięciosetowy finał Sony Ericsson Championships w historii. Osiągnięcie finału pozwoliło Hingis awansować z ósmego na siódme miejsce w rankingu tenisowym. |
| 1997 | French Open     | finał          | Iva Majoli 4:6, 2:6                   | Majoli przerwała serię trzydziestu siedmiu zwycięstw z rzędu Szwajcarki, jednocześnie pokonując ją po raz pierwszy w roku 1997. |
| 1997 | US Open         | finał          | Venus Williams 6:0, 6:4               | Po raz pierwszy dwie niepełnoletnie zawodniczki dotarły do finału imprezy wielkoszlemowej. Hingis miała wówczas szesnaście lat, a Williams siedemnaście. |
| 1997 | Filadelfia      | finał          | Lindsay Davenport 7:5, 6:7(7), 7:6(4) | W drodze do finału Hingis wygrała trzy trzysetowe spotkania. Czwarte zwyciężyła w meczu o tytuł. To pierwszy taki przypadek w historii. |
| 1998 | US Open         | finał          | Lindsay Davenport 3:6, 5:7            | Hingis po raz kolejny uległa amerykańskiej tenisistce. Wielu komentatorów uznało to spotkanie za koniec ery szwajcarskiej „Swiss Miss”. |
| 1999 | Wimbledon       | pierwsza runda | Jelena Dokić 2:6, 0:6                 | Po raz trzeci w stu trzynastoletniej historii Wimbledonu liderka rankingu przegrała już w pierwszej rundzie, ale dopiero po raz pierwszy z kwalifikantką. Hingis zakończyła serię jedenastu półfinałów wielkoszlemowych z rzędu. Dwa lata później ponownie przegrała w pierwszym meczu, tym razem z Hiszpanką Virginią Ruano Pascual 4:6, 2:6. |
| 2002 | Australian Open | finał          | Jennifer Capriati 6:4, 6:7(7), 2:6    | Hingis po raz szósty z rzędu awansowała do finału Australian Open. Jej rywalka, Jennifer Capriati obroniła cztery piłki meczowe. Temperatura na korcie dochodziła do czterdziestu stopni Celsjusza, więc zawodniczki ciągle korzystały z przerw, aby wziąć z szatni woreczki z lodem.                                                          |
| 2006 | Rzym            | półfinał       | Venus Williams 0:6, 6:3, 6:3          | Hingis wygrała pięćsetny mecz w profesjonalnej karierze. |

## Finały juniorskich turniejów wielkoszlemowych

### Gra pojedyncza (4)
| Końcowy wynik | Rok  | Turniej     | Nawierzchnia | Przeciwniczka     | Wynik finału |
| Zwyciężczyni  | 1993 | French Open | Ceglana      | Laurence Courtois | 7:5, 7:5     |
| Zwyciężczyni  | 1994 | French Open | Ceglana      | Sonya Jeyaseelan  | 6:3, 6:1     |
| Zwyciężczyni  | 1994 | Wimbledon   | Trawiasta    | Mi Ra Jeon        | 7:5, 6:4     |
| Finalistka    | 1994 | US Open     | Twarda       | Meilen Tu         | 2:6, 4:6     |

### Gra podwójna (1)
| Końcowy wynik | Rok  | Turniej     | Nawierzchnia | Partnerka        | Przeciwniczki                    | Wynik finału |
| Zwyciężczyni  | 1994 | French Open | Ceglana      | Henrieta Nagyová | Lenka Cenková Ludmila Richterová | 6:3, 6:2     |